# Élection au trône de Grèce (1822-1832)
Vous lisez un « article de qualité » labellisé en 2013.  Il fait partie d'un « thème de qualité ».
Pour les articles homonymes, voir Élection au trône de Grèce.
L’élection au trône de Grèce de 1822-1832 commence peu de temps après le déclenchement de la Guerre d'indépendance grecque contre l’Empire ottoman (1821-1830) et se termine deux ans après la reconnaissance internationale de l’indépendance du pays. Elle est en grande partie liée à l'intervention des grandes puissances européennes (Royaume-Uni, Russie et France) dans le conflit opposant les patriotes grecs à leur ancien maître ottoman.
Dès les premiers moments de la guerre d’indépendance, les chefs de la rébellion hellène prennent conscience que les grandes puissances européennes, liées entre elles par l’« ordre de Vienne », ne peuvent accepter l’indépendance de la Grèce que si celle-ci adopte un régime monarchique. Les patriotes partent donc à la recherche d’un prince étranger qui accepterait de régner sur leur pays, non sans attirer l’intérêt de quelques candidats ambitieux. Cependant, les dissensions entre les puissances et la précarité des insurgés face aux forces ottomanes rendent longtemps l’élection impossible.
Alors que la rébellion grecque s’essouffle, vers 1825-1826, le retentissement international causé par la chute de Missolonghi pousse les grandes puissances à intervenir militairement dans le conflit et à reconnaître progressivement l’indépendance de la Grèce. Pratiquement libérée du joug ottoman en 1827, la Grèce doit cependant s’en remettre aux puissances, qui prennent en main l’élection royale sans se soucier de la volonté populaire des Hellènes. D'abord réticents vis-à-vis d’une royauté imposée par l’étranger, ils se montrent finalement satisfaits de l'arrivée, en Grèce, d'un souverain indépendant des factions qui divisent la jeune nation.
Le premier candidat au trône avancé par les puissances est le gendre du roi George IV du Royaume-Uni, le prince Léopold de Saxe-Cobourg. D'abord favorable à l'honneur qui lui est fait, ce dernier finit par renoncer à la couronne hellène du fait des tergiversations du chef de l’exécutif grec, le comte Ioannis Kapodistrias, et du refus des gouvernements européens d'assurer à la Grèce des frontières plus favorables. D'autres candidats sont donc envisagés, mais les bouleversements politiques que connaît l'Europe en 1830 rendent le sujet de l'élection beaucoup moins important pour les chancelleries des grandes puissances. Il faut donc attendre plusieurs mois pour que le nom du deuxième fils du roi Louis Ier de Bavière soit avancé.
Âgé de 17 ans et soumis à une régence imposée par la Cinquième Assemblée nationale grecque et par les grandes puissances, le prince monte finalement sur le trône hellène sous le nom d'Othon Ier en 1832 : c'est le début du royaume de Grèce et de la monarchie othonienne, qui se caractérise par un régime proche de l'absolutisme.

## Contexte: l’insurrection grecque face à l’Europe de la Sainte-Alliance

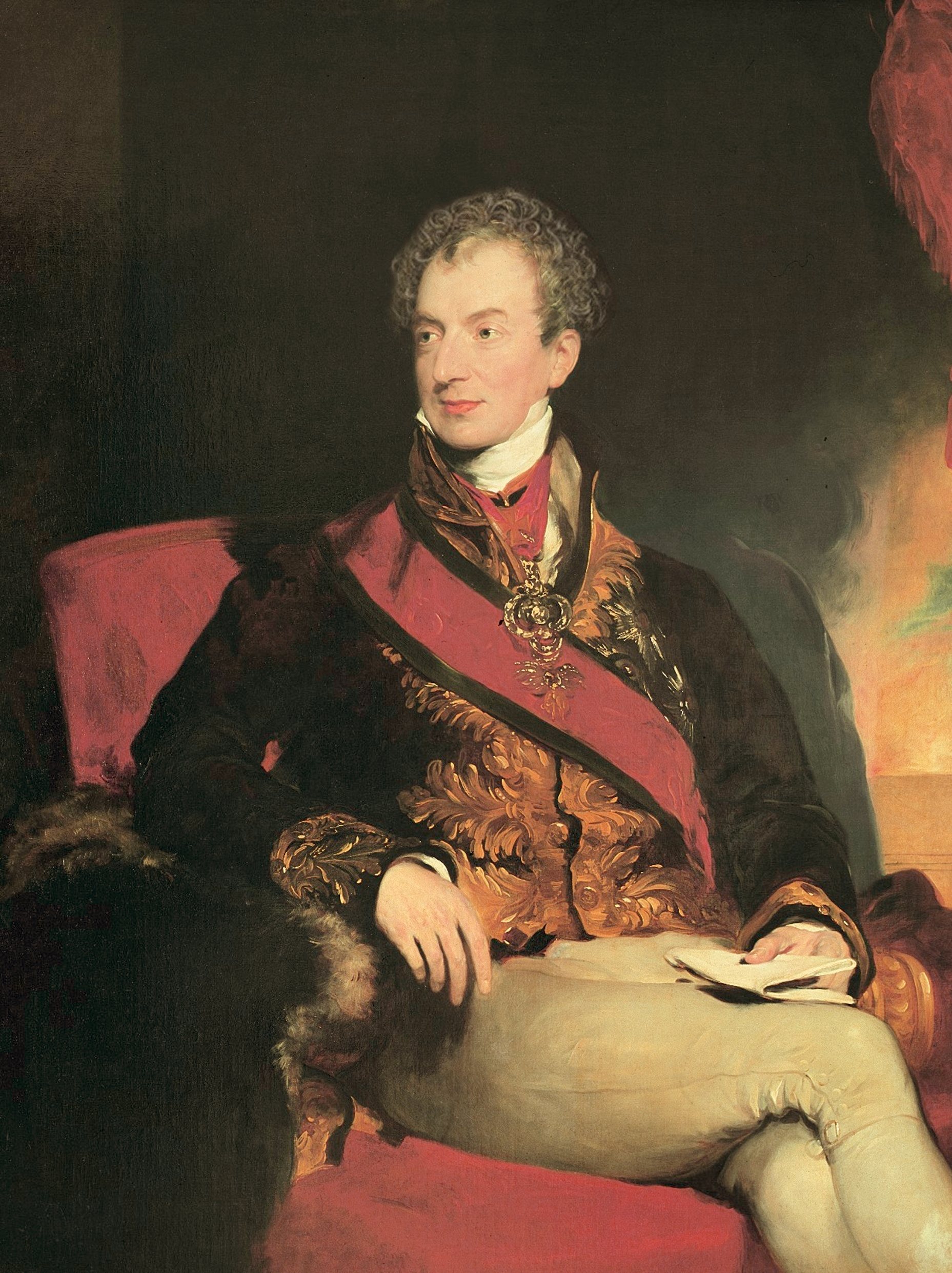
Le prince Clément de Metternich (représenté ici par sir Thomas Lawrence) est l’un des principaux artisans de la Sainte-Alliance.

Après 1815 et le congrès de Vienne, le continent européen est dominé par la Sainte-Alliance. Formée, au départ, par trois des quatre grands États ayant participé à la destruction de l’empire napoléonien (Russie, Autriche et Prusse), cette coalition s’ouvre progressivement à d’autres pays, dont la France de Louis XVIII, en 1818.
Créée dans le but de maintenir l’équilibre européen et d’empêcher la réapparition de troubles révolutionnaires, la Sainte-Alliance devient rapidement un instrument de conservation de l’absolutisme. Sous l’impulsion du chancelier autrichien Metternich, qui affirme le « droit d’intervention [des armées étrangères] si la situation intérieure d’un État menace la paix de ses voisins », elle devient en effet une alliance contre-révolutionnaire, réprimant les insurrections et les aspirations nationales contraires au maintien de l’« ordre de Vienne ». Ainsi, en 1821, le congrès de Laybach légitime l’intervention des armées autrichiennes dans les royaumes des Deux-Siciles et de Piémont-Sardaigne afin d’y anéantir les mouvements révolutionnaires. Deux ans plus tard, en 1823, le congrès de Vérone charge l’armée française du duc d’Angoulême de diriger l’expédition d'Espagne afin de renverser le gouvernement libéral espagnol et de restaurer le pouvoir absolutiste du roi Ferdinand VII.
Dans ce contexte profondément réactionnaire, le soulèvement des provinces danubiennes (Moldavie et Valachie) de l’Empire ottoman par les troupes d’Alexandre Ypsilantis (en février-juin 1821) puis l’insurrection de la Grèce (à partir de mars 1821) et la déclaration d’indépendance du pays au congrès d’Épidaure (le 1er janvier 1822) sont d’abord perçus comme des atteintes à la stabilité européenne. Pourtant, la vision des grandes puissances évolue progressivement à mesure que la guerre fait rage dans le Péloponnèse. Avec le traité de Londres du 6 juillet 1827, Saint-Pétersbourg, Londres et Paris finissent par se détacher de Metternich et de la Sainte-Alliance pour intervenir en faveur des insurgés hellènes.
Malgré tout, l’acceptation progressive d’un gouvernement autonome en Grèce reste incompatible, pour les puissances, avec l’établissement d’un régime républicain dans le pays. C’est la raison pour laquelle il est rapidement question de lui trouver un souverain au sein de la grande famille des monarchies européennes. Par ailleurs, de nombreux Grecs, d'Adamantios Koraïs à Theodoros Kolokotronis, craignent que leur mouvement soit assimilé au carbonarisme. Des prétendants à un trône de Grèce (hormis un Bonaparte) sont alors, en Grèce même, considérés comme le meilleur rempart contre ce soupçon de carbonarisme.

## Avant l'indépendance

### Des premières recherches assez timides

#### Du rêve de CatherineII aux premiers projets grecs

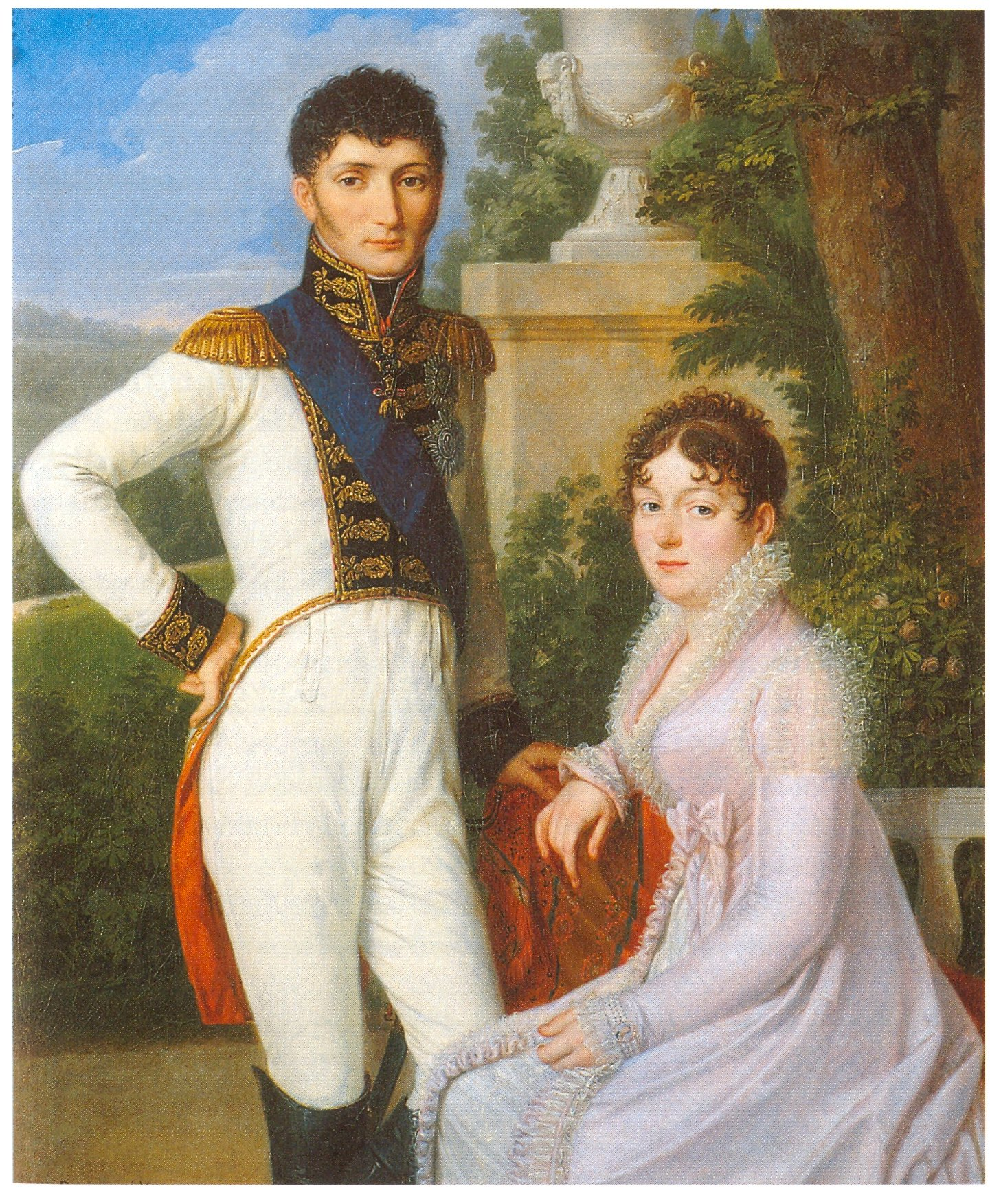
Jérôme Bonaparte et son épouse la princesse Catherine de Wurtemberg. Tableau de Sebastian Weygandt (1810).

L’idée de rendre à la Grèce son indépendance et de la transformer en royaume n’est pas neuve. Déjà, durant la Guerre russo-turque de 1787-1792, l’impératrice Catherine II cherche à faire de son deuxième petit-fils, le grand-duc Constantin Pavlovitch, le souverain d’un Empire byzantin restauré. Plus tard, Napoléon Ier envisage de recréer l’Empire romain d’Orient et de placer à sa tête un membre de sa famille. Puis, en 1815, le Congrès de Vienne évoque la transformation des îles Ioniennes en principauté indépendante, placée sous le sceptre d’Eugène de Beauharnais.
C'est cependant la Guerre d'indépendance qui rend le projet d'une monarchie hellénique autonome réalisable. Dès 1822, le Président du Conseil des ministres Theodoros Negris propose ainsi à l’Assemblée nationale d'Épidaure de nommer roi de Grèce Jérôme Bonaparte, frère de Napoléon Ier et ancien souverain de Westphalie. Cependant, le Président du Conseil exécutif Alexandros Mavrokordatos s’oppose à cette idée en précisant que la Sainte-Alliance ne peut en aucun cas accepter le retour d’un Bonaparte sur un trône européen et qu'en élisant l'ancien roi, la Grèce ne ferait que s'attirer les foudres des vainqueurs de Napoléon,.
Le chef du gouvernement provisoire grec n’est pourtant pas complètement opposé à la nomination d’un napoléonide sur le trône de Grèce. Quelque temps après avoir combattu la proposition de Negris, Mavrokordatos envoie en effet un émissaire à Munich, en Bavière, pour y rencontrer le prince Eugène de Beauharnais et lui offrir la couronne hellène. Cependant, le beau-fils de Napoléon meurt d’une apoplexie en 1824 et le projet s’éteint avant d’avoir véritablement vu le jour.

#### Le duc d'Orléans propose son deuxième fils
Du côté des cours européennes, l’idée qu’un nouveau trône puisse être créé n’est pas sans tenter quelques princes aventuriers. En France, le duc d’Orléans cherche ainsi à profiter de l’occasion pour donner une couronne à son deuxième fils, le jeune duc de Nemours. En février 1824, par l’intermédiaire de l’ex-député du Loiret Laisné de Villévêque, le futur Louis-Philippe Ier fait parvenir une lettre à Alexandros Mavrokordatos et au gouvernement hellène pour leur faire part des dangers qu’amènerait immanquablement l’établissement d’une république en Grèce et les persuader des bienfaits d’une monarchie placée sous le sceptre d’un prince capétien. Son fils n’étant âgé que de 10 ans, le duc d’Orléans propose de le faire élever dans son pays d’adoption, dans la religion orthodoxe et la langue grecque, pendant qu’une régence assurerait le pouvoir dans le royaume.

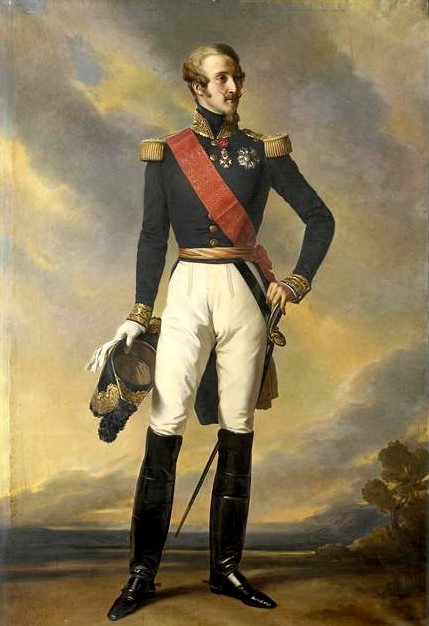
Le duc de Nemours (adulte) par Franz Xaver Winterhalter.

D’après le duc d’Orléans, l’arrivée du duc de Nemours en Grèce serait facilement acceptée par les grandes puissances en échange de quelques avantages commerciaux. Le Royaume-Uni lui-même se satisferait de l’établissement d’un État qui contrebalancerait l’influence de la Russie en Méditerranée orientale. Toujours selon le duc, la présence d’un prince d’ascendance à la fois française et napolitaine en Grèce favoriserait par ailleurs l’arrivée de nouveaux combattants européens auprès des insurgés tandis que lui-même pourrait y financer la création de plusieurs régiments de cavalerie.
Pressé par son correspondant de mettre en œuvre l’élection du jeune prince le plus rapidement possible afin de « mettre l’Europe devant le fait accompli », Mavrokordatos se garde d’agir trop vite et demande au duc d’Orléans des garanties sur les sentiments du gouvernement français vis-à-vis de cette affaire. L’homme politique transmet toutefois la proposition du duc d’Orléans au nouveau président du Conseil exécutif, Georgios Koundouriotis. Or, l’entourage de ce dernier, et en particulier son frère Lazaros, se montre scandalisé à l’idée qu’un descendant du « Régicide » puisse monter sur le trône de Grèce.
Malgré tout, les discussions entre les représentants du duc d’Orléans et la Grèce se poursuivent. En 1825, le vicomte de Rumigny, aide de camp du prince, contacte ainsi le ministre Ioannis Kolettis pour lui demander son soutien dans l’établissement d’une monarchie constitutionnelle en Grèce et lui recommander le général Henry Roche. Ce dernier arrive à Nauplie fin avril, officiellement en tant que représentant du comité philhellène de Paris, mais en réalité au service du duc d'Orléans et chargé de présenter aux insurgés la candidature du duc de Nemours. Néanmoins, Roche se discrédite par son manque de diplomatie et le secret est rapidement éventé. De leur côté, plusieurs membres du gouvernement grec (Kolettis, Spiliotakis et K. Mavromikhalis) envoient un émissaire auprès du Président du Conseil Joseph de Villèle afin de sonder le gouvernement du roi Charles X,.
Or, Paris craint que les menées du duc d’Orléans et de ses représentants en Grèce ne soulèvent l’inquiétude des autres grandes puissances. Par la voix du baron de Damas, la France désavoue donc le général Roche et fait savoir qu’elle ne soutient aucunement l’idée d’une élection d’un prince capétien. Dans ce contexte, l’adresse de quelques députés grecs au duc d’Orléans au début de l’année 1826 ne débouche sur rien,.

#### L’ambassade de Nicolas Chiefala auprès des puissances catholiques
Depuis le début de la guerre d’indépendance, un capitaine grec se faisant appeler Nicolas Chiefala et prétendant agir au nom du gouvernement provisoire sillonne l’Europe afin de trouver un souverain pour la Grèce. Le 16 avril 1822, celui-ci parvient à être reçu en audience par le roi Jean VI de Portugal, à qui il offre la couronne hellénique pour son fils aîné. À l’époque, l’infant Pierre se trouve à Rio de Janeiro, où il mène une politique jugée par les Cortes portugaises beaucoup trop favorable aux intérêts du Brésil. La classe politique lusitanienne espère donc profiter de la proposition de Chiefala pour convaincre l’héritier du trône de rentrer en Europe et restaurer ainsi la domination de Lisbonne sur sa colonie. Une missive est donc envoyée au prince Pierre pour l’informer de l’offre grecque, mais celui-ci préfère rester au Brésil, où il ne tarde pas à être proclamé empereur.

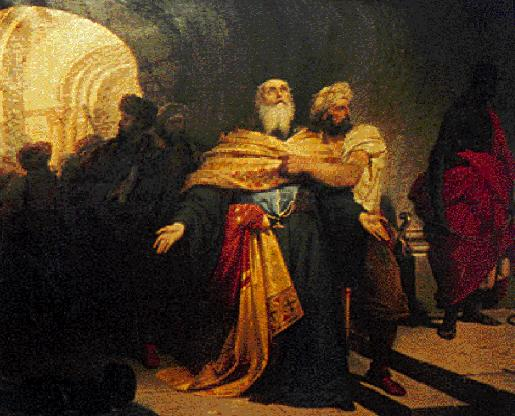
L’exécution du patriarche Grégoire V par les Turcs. Tableau de Nikiforos Lytras.

En dépit de cet échec, Nicolas Chiefala poursuit sa tournée des cours européennes. En 1825, il contacte le pape Léon XII afin de lui demander de réunir sous sa crosse les Églises catholique et orthodoxe dans les mêmes conditions que celles préconisées par le concile de Florence de 1439. De fait, d’après Chiefala, l’exécution du patriarche Grégoire V de Constantinople et de nombreux autres membres du Saint-Synode par le sultan Mahmoud II en 1821 a laissé les orthodoxes sans direction et rendu nécessaire l’intervention du Saint-Père en Grèce. Pour ce faire, Chiefala affirme qu’il suffit au pape de nommer sur le trône de Grèce un roi issu d’une maison catholique (Bourbon, Habsbourg, Wittelsbach ou Wettin) car, sous sa direction, les musulmans ne manqueraient pas d’être chassés d’Europe.
Outre le pape, qui le reçoit en audience à deux reprises, le capitaine Chiefala contacte par lettres le chancelier Metternich, chef du gouvernement autrichien, et le baron de Damas, ministre français des Affaires étrangères. Mais les deux hommes se méfient de lui et Damas finit par découvrir qu’il n’agit qu’en son nom et n’est en aucun cas un émissaire du gouvernement provisoire grec, qui a même désavoué son entreprise. De fait, les Hellènes sont totalement opposés à la soumission de leur Église à la papauté et il n’est pas question pour eux de se convertir au catholicisme, même pour chasser les Ottomans.

#### La Grèce demande le protectorat du roi d'Angleterre

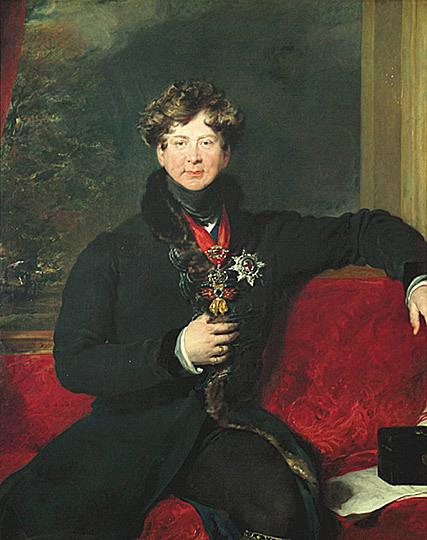
Le roi Georges IV du Royaume-Uni par Thomas Lawrence (vers 1822).

Alors que les chancelleries européennes commencent à se préoccuper de l’avenir de la Grèce, dans le pays même, Ibrahim Pacha poursuit son entreprise de reconquête et des milliers d’habitants sont assassinés ou réduits en esclavages et déportés vers l’Égypte. De plus en plus désemparé par la situation et blessé par les intrigues des agents des puissances (français, en particulier), le gouvernement provisoire grec se tourne vers le Royaume-Uni. Le 26 juillet 1825, une assemblée de députés et de membres du clergé orthodoxe réunie à Nauplie demande ainsi officiellement le protectorat du gouvernement du roi Georges IV d’Angleterre. En guise de reconnaissance, les représentants hellènes proposent de conférer au souverain britannique les titres de « Vengeur de la Foi » et de « Régénérateur du peuple abandonné de la Grèce ».
À l'étranger, la demande de protectorat adressée à Londres par les députés grecs provoque une vive inquiétude, aussi bien dans les milieux philhellènes que du côté des chancelleries. À Vienne, Metternich est ainsi convaincu que, si le Royaume-Uni étendait le protectorat dont il dispose déjà sur les îles Ioniennes à la Grèce tout entière, la Russie s’empresserait d’envahir la Moldavie. La protestation publiée par le général Roche, déjà discrédité mais associé pour l'occasion à un aventurier américain se faisant passer pour le représentant du comité philhellène des États-Unis, est toutefois un fiasco.
Le 2 septembre 1825, le ministre britannique des Affaires étrangères Lord Canning reçoit, à Londres, une députation grecque venue demander au roi et à son gouvernement l’instauration du protectorat. Cependant, l’homme politique refuse catégoriquement : son pays ayant de très grands intérêts dans l’Empire ottoman, il ne veut pas risquer de les perdre pour soutenir les insurgés grecs. Il conseille donc aux émissaires d’accepter un compromis avec la Sublime Porte, ce que ceux-ci ne peuvent accepter. S'il déçoit les Grecs en maintenant la neutralité du Royaume-Uni dans le conflit qui les oppose aux Turcs, Lord Canning obtient les bonnes grâces de toute l’Europe alors qu’il s’en serait immanquablement attiré les foudres en agissant autrement.

### Province autonome, république ou monarchie?

#### Les Grecs prêts à reconnaître la suzeraineté ottomane
Après ce nouvel échec, et pendant plus d’un an, la question monarchique cesse d’être au centre des préoccupations grecques. Bien plus, la majorité des députés hellènes se résout peu à peu à accepter l’idée d’une simple autonomie dans le cadre de l’Empire ottoman. C’est ce que font savoir Mavrokordatos et Zographos aux représentants du Royaume-Uni dès la fin de l’année 1825. C'est également ce qu’affirme la deuxième Assemblée nationale d'Épidaure lorsqu'elle déclare, le 16 avril 1826, qu’elle est prête à reconnaître la suzeraineté du sultan et à lui verser un tribut annuel mais qu’elle refuse formellement de lui permettre d’intervenir dans les affaires du pays.
De son côté, le pouvoir ottoman est pourtant loin de vouloir traiter avec les insurgés. Dans le Péloponnèse, le prince égyptien Ibrahim Pacha poursuit son opération de reconquête et de destruction des forces grecques. La rumeur veut même qu’il cherche à vider le pays de ses habitants pour les remplacer par des colons musulmans, ce qui inquiète les chancelleries des puissances, peu désireuses de voir apparaître un nouvel État barbaresque en Méditerranée,,.

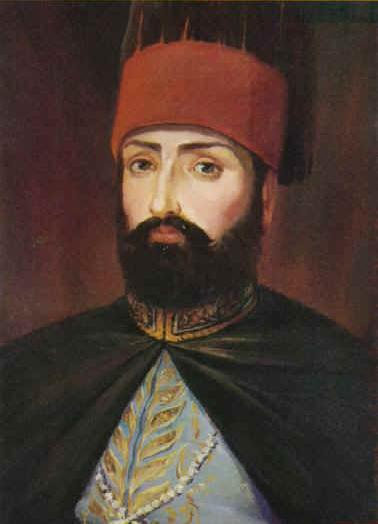
Le sultan ottoman Mahmoud II.

Les Grecs ayant demandé sa médiation au Royaume-Uni, Londres tente d’intervenir auprès de la Sublime Porte en vue d’obtenir l’autonomie du territoire hellène. Mais le gouvernement ottoman, qui redoute l’immixtion des Britanniques dans ses affaires, refuse d’écouter les arguments de l’Angleterre. Londres se tourne donc vers Saint-Pétersbourg dans le but d’obliger les Turcs à prendre en compte la proposition grecque. C’est alors que le tsar Nicolas Ier, tout juste monté sur le trône de Russie, lance un ultimatum à Constantinople dans le but de rendre aux principautés danubiennes et à la Serbie leur autonomie (17 mars). Soucieuse de ménager son grand voisin et d’empêcher la guerre, la Sublime Porte engage des pourparlers avec lui et signe, le 6 octobre 1826, la convention d'Akkerman qui concède une large autonomie aux provinces roumaines et serbe.
Entre-temps, Londres et Saint-Pétersbourg se mettent d’accord sur une position commune concernant le conflit opposant Grecs et Ottomans. Avec le protocole du 4 avril, les deux États préconisent de faire de la Grèce « une dépendance » de la Porte, à laquelle « les Grecs paieraient […] un tribut annuel dont le montant serait d’un commun accord fixé d’une manière permanente. [Les Grecs] seraient exclusivement gouvernés par des autorités choisies et nommées par eux-mêmes, mais dans la nomination desquelles la Porte aurait une certaine influence. Dans cet État, les Grecs jouiraient d’une liberté publique complète de conscience et de commerce et dirigeraient leur gouvernement intérieur »,.
Cependant, après la prise de Missolonghi par les forces turco-égyptiennes le 23 avril, la diplomatie londonienne est de moins en moins convaincue de la capacité des Grecs d'imposer leurs conditions à la Porte. Le Royaume-Uni conseille donc aux insurgés de se montrer plus modérés dans leur demande d’autonomie et d’accepter, entre autres, l’intervention du sultan dans la nomination des magistrats du pays. La Russie, de son côté, pousse le Royaume-Uni à davantage de fermeté afin d’empêcher l’Empire ottoman de revenir sur les concessions faites à Akkerman. La France de Charles X elle-même change d’attitude vis-à-vis de la Porte et se rapproche de Londres et de Saint-Pétersbourg. C’est ainsi que se mettent progressivement en place les bases du traité de Londres du 6 juillet 1827, qui lui-même aboutit à la bataille de Navarin (durant laquelle les trois puissances alliées détruisent la flotte turco-égyptienne), à la Guerre russo-turque (lors de laquelle la Russie s’avance en Roumanie et dans le Caucase) et à l’expédition de Morée (pendant laquelle l’armée française chasse les forces égyptiennes du Péloponnèse).

#### L'élection du comte Kapodistrias comme gouverneur de Grèce
Tandis que les grandes puissances cherchent encore à régler le sort de la Grèce par la voie de la diplomatie, les insurgés hellènes continuent à chercher le moyen de chasser les Ottomans de leur pays. La situation militaire étant de plus en plus préoccupante, une nouvelle assemblée est convoquée à Trézène, en avril 1827, afin de décider de la politique à suivre. Considérant que la désunion des Grecs est la cause principale de leur mauvaise fortune, les députés décident alors de concentrer le pouvoir exécutif entre les mains d’un seul homme et nomment, pour sept ans, le comte Ioannis Kaposdistrias (ou Jean Capo d’Istria) président, ou plutôt gouverneur (κυβερνήτης / kivernítis), de la Grèce,,.

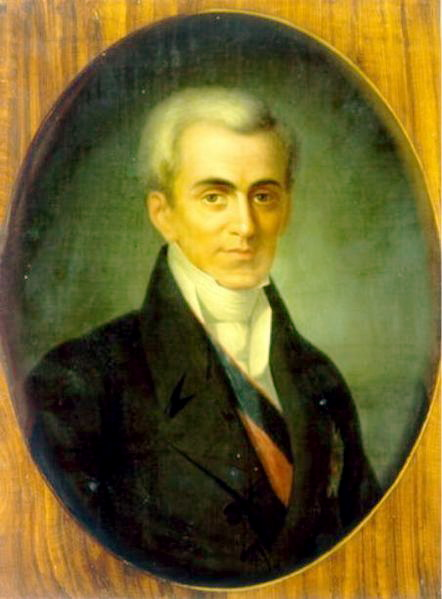
Le comte Ioannis Kapodistrias, par Dionysios Tsokos.

Issu de la noblesse corfiote et âgé de 50 ans, Kapodistrias a déjà été membre du gouvernement de la République des Sept-Îles entre 1802 et 1807,. Il est ensuite entré au service de la diplomatie russe avant d’être nommé ministre des Affaires étrangères par le tsar Alexandre Ier,,. Pour les Grecs, il présente donc le triple avantage de n'être lié à aucune faction, d'avoir déjà une bonne expérience politique et surtout de très bien connaître les milieux diplomatiques européens,.
Kapodistrias arrive à Nauplie le 18 janvier 1828, sur un navire anglais escorté de bateaux français et russes. Rapidement, il rencontre les différents chefs de guerre grecs et combat leurs divisions intestines. En revanche, il ne cherche pas à donner au pays des institutions parlementaires. Au contraire, il crée une sorte de Conseil d’État, consultatif, le Panhellénion, dont il nomme lui-même les vingt-sept membres,,.
Kapodistrias ne soutient pas non plus le projet ébauché par la deuxième Assemblée nationale d’Épidaure de faire de la Grèce une simple province autonome de l’Empire ottoman. Il faut dire que, depuis son élection à la tête des insurgés, la situation militaire a beaucoup évolué dans le Péloponnèse, du fait de l’intervention des puissances coalisées contre les forces turco-égyptiennes à Navarin.
Conscient du retournement de situation qui est en train de s’opérer, le sultan Mahmoud II se montre plus conciliant. Il demande la médiation du nouveau patriarche Agathange Ier de Constantinople et permet l’envoi, en Grèce, d’une délégation de prélats composée des archevêques de Nicée, de Chalcédoine, de Larissa et de Ioannina. Fin 1828, les émissaires de la Porte rencontrent, à Poros, le gouverneur Kapodistrias et lui remettent une lettre du chef de l’Église orthodoxe promettant aux insurgés l’amnistie en échange de leur soumission. Mais Kapodistrias refuse toute négociation sur cette base et déclare aux émissaires que, désormais, les Grecs ne sont plus prêts à discuter qu’en s’appuyant sur le traité de Londres. La rencontre est donc un échec et les religieux retournent à Constantinople sans avoir pu faire évoluer la situation.

#### Le Protocole du 22 mars 1829
En septembre-décembre 1828, les représentants de la France, du Royaume-Uni et de la Russie se rendent à Poros afin d’y engager des pourparlers avec des représentants de l’Empire ottoman et de la Grèce. Mais la Porte refuse de participer aux négociations, ce qui profite grandement à Kapodistrias qui, lui, n’a pas boudé la conférence. Dès le 23 septembre, le gouverneur de la Grèce adresse d’ailleurs un mémoire aux représentants des puissances dans lequel il émet d'importantes réserves vis-à-vis du projet d’autonomie de la Grèce sous la suzeraineté du sultan,.
Cependant, les puissances ne sont pas encore prêtes à reconnaître l'indépendance pleine et entière du pays. Une fois la conférence terminée, leurs représentants signent donc, le 12 décembre 1828, un mémoire dans lequel ils affirment la nécessité de faire de la Grèce une province autonome dont le chef serait investi par Constantinople mais pourrait transmettre héréditairement son pouvoir. Ce chef serait placé sous la suzeraineté du sultan, auquel la Grèce verserait un tribut annuel de 1 500 000 piastres turques,.

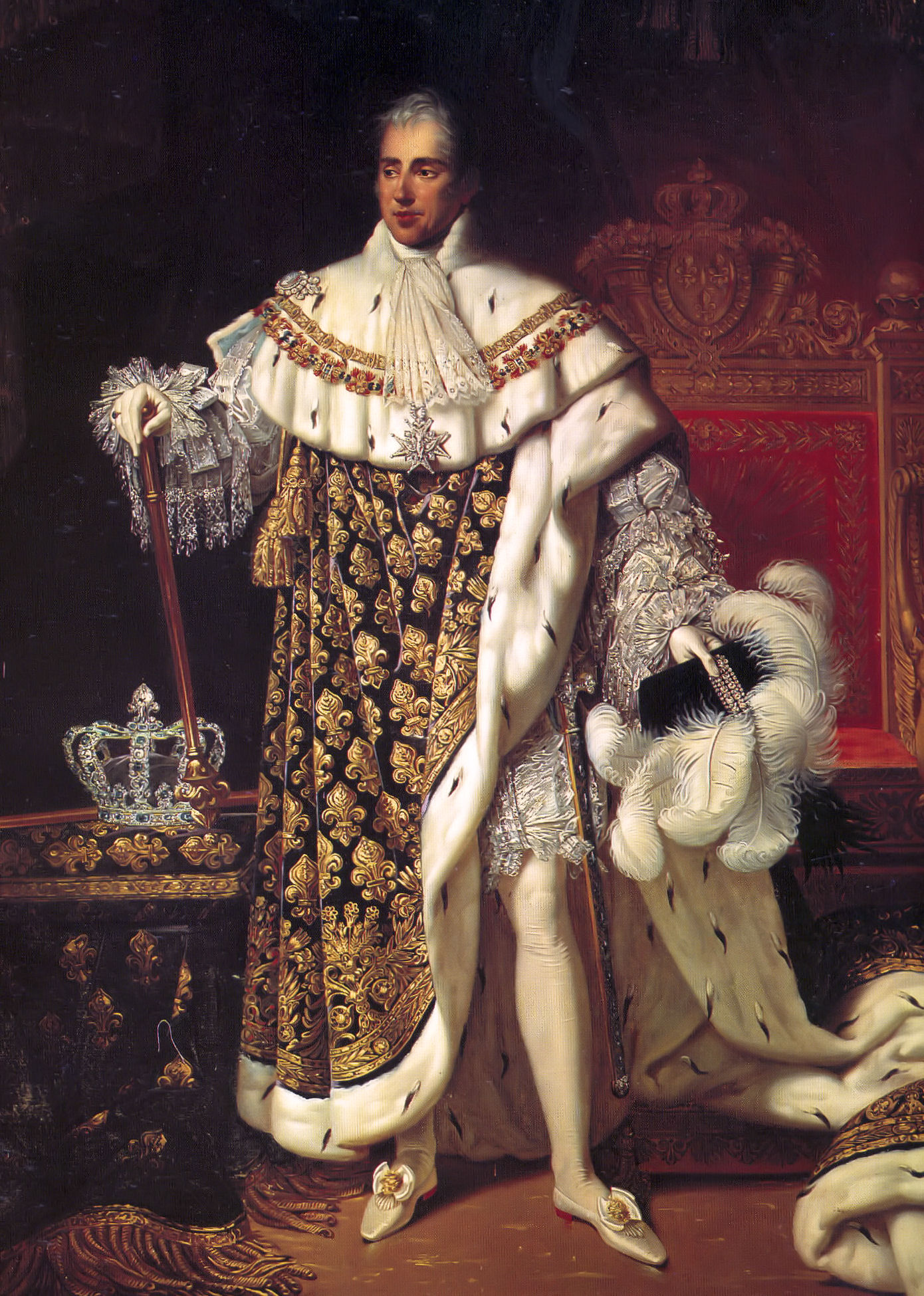
Le roi Charles X de France en costume de sacre.

La guerre entre la Russie et l’Empire ottoman continuant à faire rage, la Sublime Porte finit par accepter l’ouverture de nouveaux pourparlers concernant le sort de la Grèce avec la France et le Royaume-Uni. Le 22 mars 1829, les gouvernements des puissances signent donc, à Londres, un protocole fondé sur le mémoire du 12 décembre et devant servir de base aux négociations. Ce document, plus précis que le précèdent, stipule que :

« La Grèce jouira sous la suzeraineté de la Porte de l’administration intérieure la plus propre à lui garantir la liberté religieuse et commerciale ainsi que la prospérité et le repos qu’il s’agit de lui assurer. Dans ce but cette administration se rapprochera autant que possible des formes monarchiques et sera confiée à un chef ou prince chrétien dont l’autorité sera héréditaire par ordre de primogéniture.
 En aucun cas ce chef ne pourra être choisi parmi les princes des familles qui règnent dans les trois États signataires du traité du 6 juillet 1827, et le premier choix s’effectuera de concert entre les trois cours et la Porte ottomane. Pour marquer les relations de vasselage de la Grèce envers l’empire ottoman, le chef héréditaire recevra l’investiture de la Porte et lui payera une année de tribut supplémentaire à son avènement. En cas d’extinction de la branche régnante la Porte participera au choix d’un nouveau chef comme elle aura pris part au choix du premier. »

Malgré l’avancée considérable qu’il représente, ce protocole déplaît au comte Kapodistrias et à son gouvernement. Dès le 20 mai, le gouverneur se plaint ainsi du fait que les Grecs ne sont aucunement appelés à prendre part au choix du prince censé les gouverner. Il exige par ailleurs que le souverain choisi par les puissances se convertisse à la religion orthodoxe et accepte une constitution. Enfin, il demande qu’en cas d’extinction de la dynastie choisie, la nouvelle soit élue directement par la nation grecque.
Quant au gouvernement ottoman, informé officiellement du contenu du protocole en juin, il refuse de donner à la Grèce un statut qui lui rappelle celui de la Serbie. De fait, le sultan se contente d’émettre un nouveau firman, le 30 juillet. Il y promet une large amnistie aux insurgés repentis, la nomination d’un gouverneur favorable aux rayas, la punition des exactions et une réforme des impôts et de l’administration locale.

## L'indépendance reconnue

### De l'autonomie à l'indépendance

#### Les tergiversations de la Porte

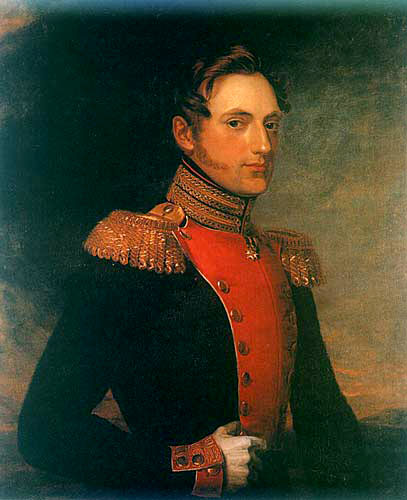
Le tsar Nicolas Ier de Russie par George Dawe (en 1823).

L’armée de Nicolas Ier ne cessant de progresser vers Constantinople et Mahmoud II craignant de plus en plus une révolution, la Porte est contrainte de reprendre les négociations. Le 5 août 1829, le Reis effendi (ministre des Affaires étrangères du sultan) propose aux ambassadeurs de France et du Royaume-Uni un nouveau plan d’autonomie visant à octroyer au Péloponnèse, et à lui seul, des institutions similaires à celles des principautés danubiennes. Mais les diplomates sont déçus et déclarent ces propositions insuffisantes.
Quelques jours après, le gouvernement ottoman accepte la nomination, dans le Péloponnèse, d’un prince chrétien héréditaire sous la suzeraineté du sultan. Mais la décision fait long feu et la Porte ne tarde pas à changer d’avis, revenant à l’idée d’un Péloponnèse semi-autonome et gouverné par un voïvode élu par la population grecque mais ayant reçu l’approbation du sultan. Dans ce nouveau texte, le gouvernement impérial précise même que le futur chef des Grecs ne pourrait pas avoir été au service d’une puissance étrangère, allusion très claire au comte Kapodistrias, ancien ministre des Affaires étrangères de la Russie.
Une nouvelle fois, les ambassadeurs français et anglais sont déçus. Pourtant, après la mise en place, par les Russes, d’un siège devant Andrinople, la Porte accepte finalement, le 11 août, de reconnaître le traité de Londres de 1827.

#### Le projet du prince de Polignac
Le 19 août, Andrinople capitule devant l’armée russe et, bientôt, la cavalerie du tsar se dirige vers Constantinople. Considérant que l’Empire ottoman est désormais moribond et qu’un nouvel ordre est sur le point de se mettre en place en Europe, le gouvernement français envoie à Saint-Pétersbourg un projet de remodelage du continent.

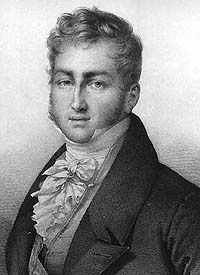
Le prince Jules de Polignac, Président du Conseil français.

Dans ce document secret, le prince Jules de Polignac propose de donner à la Russie les provinces de Moldavie et de Valachie ainsi qu’une large part de l’Asie Mineure. En guise de compensation, l’Autriche recevrait la Serbie et la Bosnie, la Prusse annexerait la Saxe et les Pays-Bas, le Royaume-Uni s’emparerait des colonies hollandaises et la France reprendrait pied en Belgique. Dépossédés de leurs États, les rois Antoine Ier de Saxe et Guillaume Ier des Pays-Bas seraient établis respectivement en Rhénanie et en Grèce. Le royaume hellène serait alors constitué de la Grèce continentale, de la Crète, de Chypre, des îles de la mer Égée et de la majorité des littoraux de la Turquie actuelle. Les Détroits seraient neutralisés. Enfin, en Orient, le khédive d’Égypte Méhémet Ali pourrait reconstituer, à son profit, un immense empire arabe.
Sans doute conscient des difficultés qu’amènerait la destruction de l’Empire ottoman, le gouvernement russe refuse pourtant de prendre Constantinople et engage des pourparlers avec le sultan dès le 23 août. Quelques semaines plus tard, le 14 septembre, un traité de paix est signé à Andrinople, permettant à Saint-Pétersbourg d’entrer en Arménie mais obligeant également la Porte à accepter le traité de Londres de 1827 et le protocole du 22 mars 1829. Désormais, le gouvernement du sultan est prêt à dialoguer et une nouvelle conférence internationale peut être convoquée à Londres pour régler le sort de la Grèce.

#### Le Protocole du 3 février 1830
Alors qu’en Grèce, les insurgés connaissent de nouveaux succès militaires et libèrent d’autres régions restées occupées par les Ottomans, la Porte demande aux puissances, le 25 septembre, de revenir sur les traités qu’elle s’est pourtant engagée à respecter en signant la paix d’Andrinople.

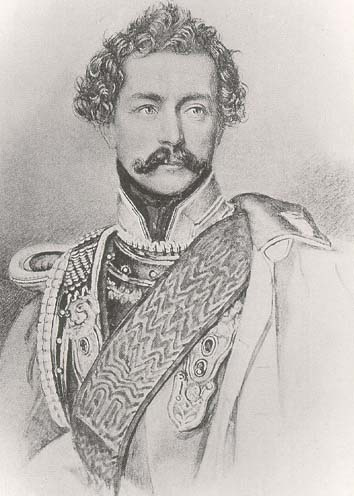
Le prince Charles de Bavière.

En agissant ainsi, le gouvernement du sultan s’attire les foudres de la France qui ne tarde pas à proposer aux autres puissances l’indépendance pleine et entière de la Grèce. Le Royaume-Uni craignant de plus en plus l’influence de la Russie sur l’Empire ottoman et considérant qu’une Grèce libre serait plus facile à détacher de Saint-Pétersbourg qu’une Grèce autonome, il soutient rapidement la proposition française. Quant à la Russie, elle désire avant tout se montrer conciliante vis-à-vis de ses alliées et n’est pas opposée à l’indépendance grecque.
Le 30 novembre, la conférence de Londres reconnaît donc l’indépendance de la Grèce, mais avec une extension réduite par rapport à celle prévue pour un gouvernement simplement autonome. La France propose alors de faire du pays un grand-duché confié au prince Charles de Bavière, frère cadet du roi Louis Ier, qui a largement soutenu de sa bourse les insurgés hellènes. Cependant, le gouvernement britannique s’oppose fermement à la candidature bavaroise. Les diplomates conviennent donc d’offrir la couronne grecque soit au prince Jean de Saxe (soutenu par la France), soit au prince Frédéric des Pays-Bas (soutenu par le Royaume-Uni), soit à un tout autre candidat si ces derniers refusent,.
Une fois la conférence de Londres terminée, un nouveau protocole est signé le 3 février 1830. Celui-ci fait de la Grèce un État complètement indépendant mais lui confère pourtant des institutions monarchiques sans demander l’avis de ses représentants, qui n’ont d’ailleurs pas été conviés aux négociations. Les puissances décident donc que le gouvernement du pays doit être confié à un monarque héréditaire portant le titre de « prince souverain de la Grèce ». Elles rappellent par ailleurs que le futur souverain ne peut pas être choisi parmi les familles régnant à Paris, à Londres et à Saint-Pétersbourg,.

### Le choix de Léopold de Saxe-Cobourg

#### Le prince Léopold de Saxe-Cobourg reçoit la couronne

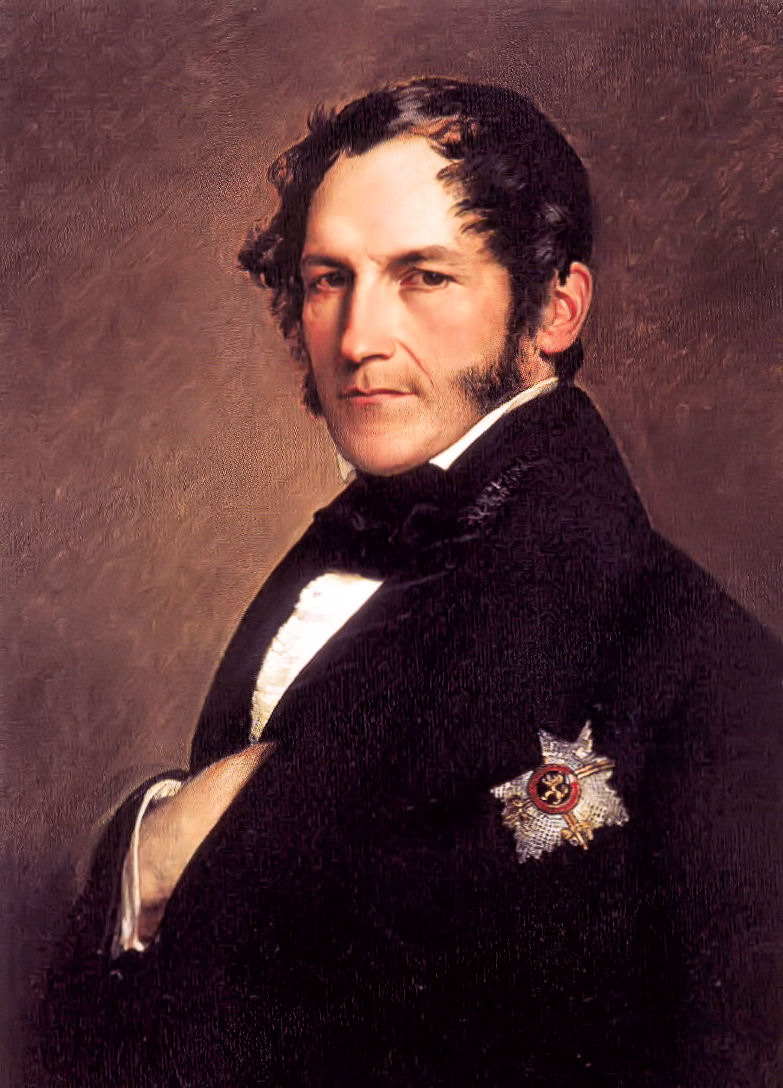
Portrait du prince Léopold de Saxe-Cobourg par Franz Xaver Winterhalter.

Veuf de la princesse Charlotte-Augusta du Royaume-Uni, fille unique du roi Georges IV, Léopold n’est pas considéré comme un membre à part entière de la Maison de Hanovre et n’exerce aucune charge officielle dans son pays d’adoption. En conséquence, il n’est pas touché par les mesures d’exclusion qui concernent les autres princes britanniques, français et russes. Surtout, le prince Léopold jouit d’une réputation sans faille, renforcée par son passé de général dans l’armée russe et ses liens avec de nombreuses cours européennes. En Grèce même, son nom n’est pas inconnu et il est régulièrement évoqué dans les cercles anglophiles. Cependant, Léopold est depuis longtemps en froid avec son beau-père, qui ne lui a pas pardonné d’avoir pris parti pour son ex-femme, la princesse Caroline de Brunswick, dans la querelle qui les opposait. Le prince peine donc à trouver des soutiens au sein du gouvernement britannique, qui n’accepte sa candidature que du bout des lèvres et qui lui demande, en contrepartie, d'abandonner toutes ses possessions anglaises,.
Après avoir reçu l’accord du duc de Wellington et de son cabinet, le prince Léopold accepte l’offre qui lui est faite le 11 février 1830. Soucieux de s’assurer la meilleure position possible en Grèce, il ajoute toutefois une série de conditions à son acceptation de la charge royale. Il demande ainsi aux puissances de protéger le pays hellène contre toute agression extérieure et exige que cette mesure soit étendue à Samos et à la Crète, dont les populations ont largement participé à la guerre d’indépendance. Le prince demande également que la frontière gréco-ottomane soit légèrement modifiée en faveur de la Grèce dans la vallée de l’Aspropotamo et que les puissances offrent à son pays une aide financière et militaire conséquente en attendant que l’État y soit pleinement réorganisé,.
Des échanges épistolaires se produisent et les représentants des puissances acceptent la plupart des garanties demandées. Ils assurent ainsi le prince du désir de leurs gouvernements de protéger les chrétiens des îles comme ceux de Grèce. Ils promettent également à Léopold l’octroi d’un emprunt suffisant pour lui permettre de réorganiser l’armée hellène et proposent de maintenir en Grèce les troupes françaises de l’armée de Morée aussi longtemps que le prince l’estimerait nécessaire. Mais ils insistent, en revanche, sur l'impossibilité de revenir sur le tracé de la frontière entre la Grèce et la Porte,.
Une fois ces explications apportées, les puissances sont convaincues d’être venues à bout des réticences de Léopold. Le 20 février 1830, elles signent donc un nouveau protocole international qui attribue au gendre de Georges IV le titre de « prince souverain de Grèce ». Quelques jours plus tard, le 28 février, Léopold accepte officiellement la couronne,.

#### Les exigences de la Grèce et la renonciation du prince Léopold

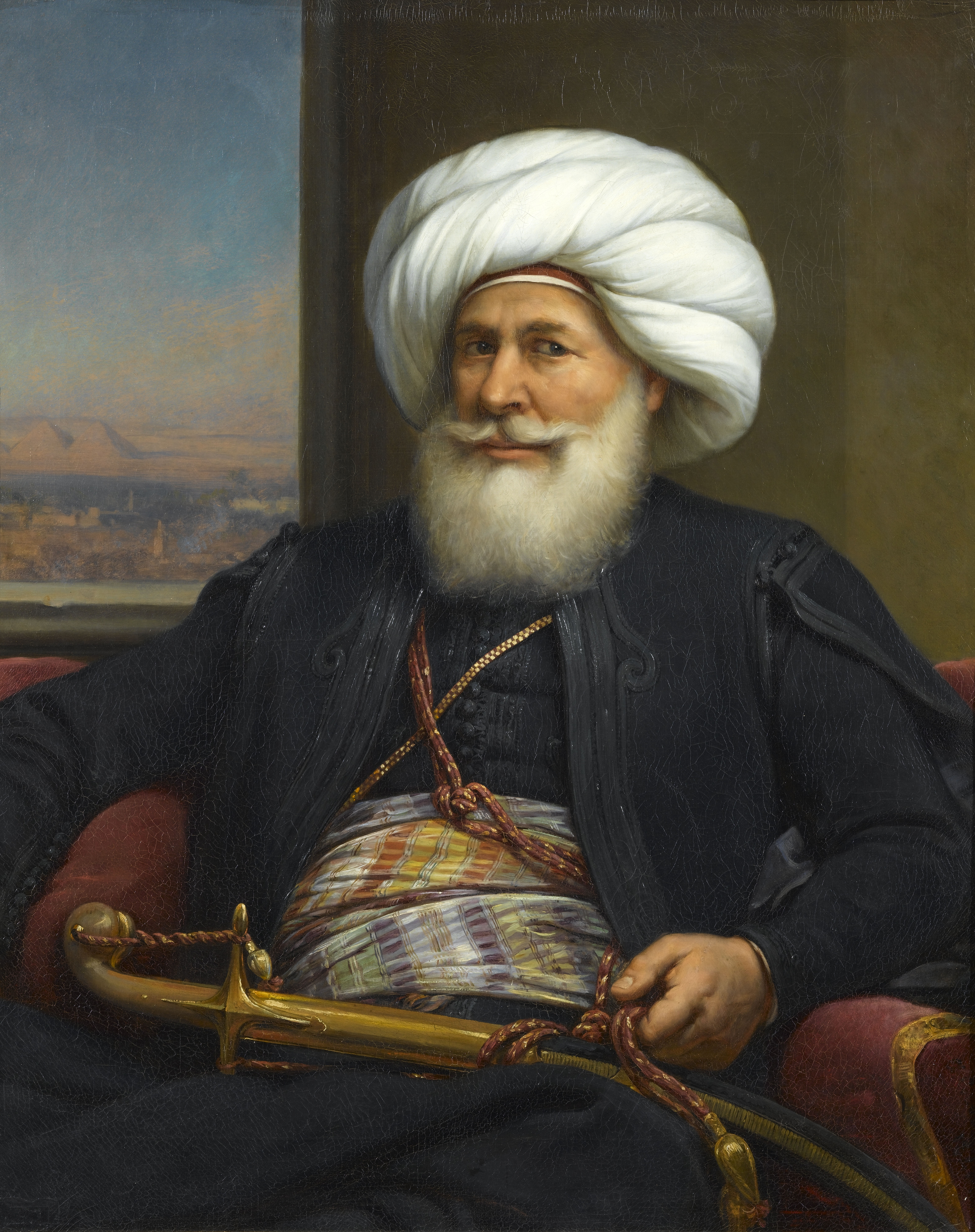
Durement éprouvée par la Guerre d'indépendance, la Crète a été confiée à Méhémet Ali, vice-roi d'Égypte, par le protocole de Londres du 3 février 1830.

Léopold ayant accepté de monter sur le trône de Grèce, il en informe immédiatement le comte Kapodistrias, qu’il connaît depuis les guerres napoléoniennes et avec lequel il a repris contact en 1825 dans le but de s’assurer de son soutien. Dans sa lettre, le prince prie le gouverneur de bien vouloir lui assurer assistance et conseils mais la réponse qu’il reçoit (et qui est datée du 6 avril) n’est pas pour le rassurer. Cherchant peut-être à effrayer et à décourager le candidat Léopold, Kapodistrias insiste sur le mécontentement qu’a provoqué en Grèce la délimitation de la frontière avec l’Empire ottoman et fait entrevoir au prince l’obligation qu’il aurait de faire ratifier par l’Assemblée nationale ce nouveau tracé. L’homme politique insiste par ailleurs sur le désir des Grecs de voir leur nouveau souverain embrasser la foi orthodoxe,, ce qui est loin d’enchanter Léopold.
Quelques jours plus tard, le 22 avril 1830, le Sénat grec rédige un Mémoire adressé à Léopold dans lequel il salue l’élection du prince mais lui présente également les revendications du peuple hellène. Dans ce document, l’Assemblée insiste à son tour lourdement sur l’injustice du tracé frontalier voulu par les grandes puissances, sur l’appartenance de Samos, de la Crète et de Psara à la nation grecque, sur la question des finances du pays et sur celle de la religion royale,.
De son côté, à Londres, le prince Léopold pèse de tout son poids pour soutenir les revendications grecques. Il obtient ainsi de faire passer le prêt octroyé par les puissances à la nation hellène de douze à soixante millions de francs. Mais il échoue en revanche à faire modifier le cours de la frontière avec l’Empire ottoman et ne parvient pas à faire entrer la Crète dans le royaume. Dans ces conditions, considérant que sa position vis-à-vis de la population grecque est trop précaire, Léopold fait savoir aux représentants des puissances, le 21 mai, qu’il choisit d’abandonner la charge qui lui a été confiée et renonce à la couronne hellène,,,.
Prenant acte de la renonciation du prince Léopold, les puissances décident de se mettre à la recherche d’un autre candidat pour le trône de Grèce. Les représentants de la France et de la Russie demandent alors au Sénat hellène de donner son avis sur une éventuelle candidature. Celui-ci se contente cependant d’exprimer « sa pleine confiance dans l’équité et la sagesse des Alliés dont il attend la décision finale comme un décret de la Providence ». Pourtant, l’éclatement, en France, de la révolution de juillet 1830 diminue bientôt l’intérêt des grandes puissances pour le sort de la nation hellénique.

## Une longue période de flottement

### L’impact des Révolutions de 1830

#### La fin de l’«ordre de Vienne»et l’oubli de la question grecque

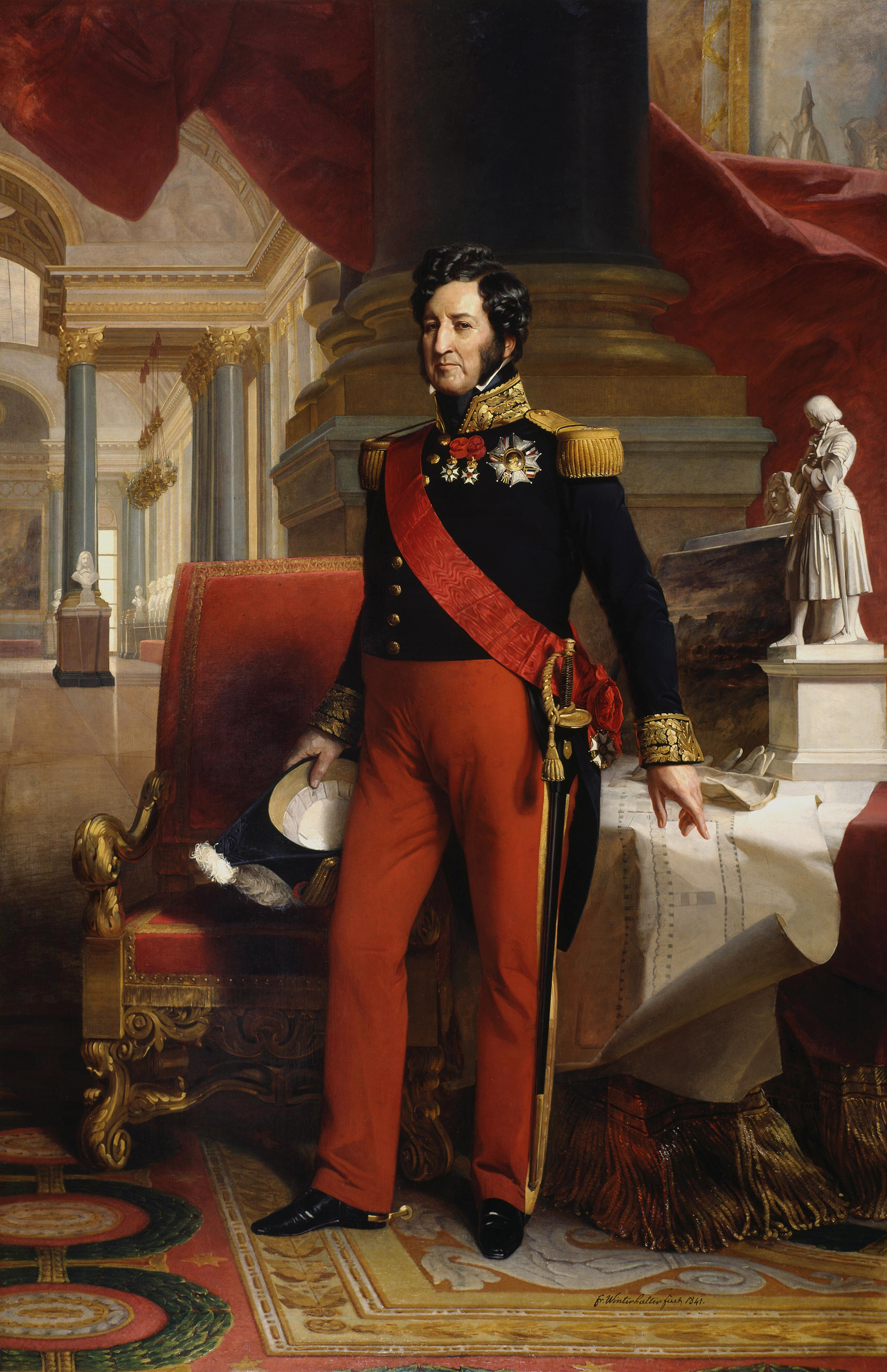
Grâce à la Révolution de 1830, le duc d’Orléans devient roi des Français sous le nom de Louis-Philippe Ier.

La révolution française de juillet 1830 et les insurrections en Belgique (en août), en Italie, en Allemagne et en Pologne (en novembre) secouent l'« ordre de Vienne » et amènent une réorganisation, au moins temporaire, des relations internationales. Elles mettent à mal les bonnes relations existant entre les puissances garantes de l’indépendance grecque. Un fossé se creuse en effet entre la France, désormais régie par la Monarchie de Juillet de Louis-Philippe Ier, et l’Empire russe de Nicolas Ier.
Pendant plus d’un an, l’attention des grandes puissances se focalise par ailleurs sur le sort de la Belgique et aucune nouvelle conférence internationale n’a pour objet la question grecque avant le 26 septembre 1831. En outre, tandis que l’élection royale semble s’enliser en Grèce et qu’aucune nouvelle candidature n’est réellement avancée par les puissances, le prince Léopold de Saxe-Cobourg est élu roi des Belges sous le nom de Léopold Ier le 4 juin 1831, ce qui n’est pas sans causer quelques troubles au sein de la population hellène.

#### La dictature de Kapodistrias et l’instabilité grecque
Dès son arrivée Grèce en 1828, le comte Kapodistrias n’a eu de cesse d’affermir son pouvoir, constituant une sorte de Conseil d’État (le Panhellénion) placé sous ses ordres et nommant des préfets et des commissaires extraordinaires chargés de contrôler le pays et ses communautés. Fort de son prestige international et de ses succès diplomatiques, le gouverneur de la Grèce n’a d’ailleurs pas eu de difficulté à s’imposer et l’Assemblée avec laquelle il a d’abord composé s’est montrée d’autant plus docile que son élection a été supervisée par les nouveaux préfets.
Cependant, après deux premières années de stabilité, le refus des grandes puissances de donner à la Grèce des frontières fortes et leur incapacité à fournir un souverain au pays ne tardent pas à attirer sur Kapodistrias l’ire de la population hellène. Accusé par les chefs de clan d’avoir cherché à décourager le prince Léopold de Saxe-Cobourg de se rendre en Grèce pour y ceindre la couronne, l’homme politique est bientôt soupçonné de vouloir conserver le pouvoir pour lui seul.
À l'été 1830, alors que le vent de la révolution balaie l’Europe, une nouvelle insurrection secoue la Grèce, et particulièrement les îles de l'Égée et le Magne. Dirigée par les anciens chefs de la guerre d’indépendance (Mavrokordatos, Trikoupis, Miaoulis, Koundouriotis et Tombazis), cette révolte pousse Kapodistrias à instaurer une dictature personnelle, supprimer les libertés publiques et mettre en place des tribunaux d’exception. De leur côté, les insurgés présentent Kapodistrias comme une marionnette de la Russie et cherchent à jouer les puissances les unes contre les autres pour parvenir au pouvoir. C'est d'ailleurs à ce moment que l'on reparle, en Grèce, de la candidature du jeune duc de Nemours (voir ci-dessous).

### À la recherche d'un nouveau candidat

#### Vers une restauration byzantine?

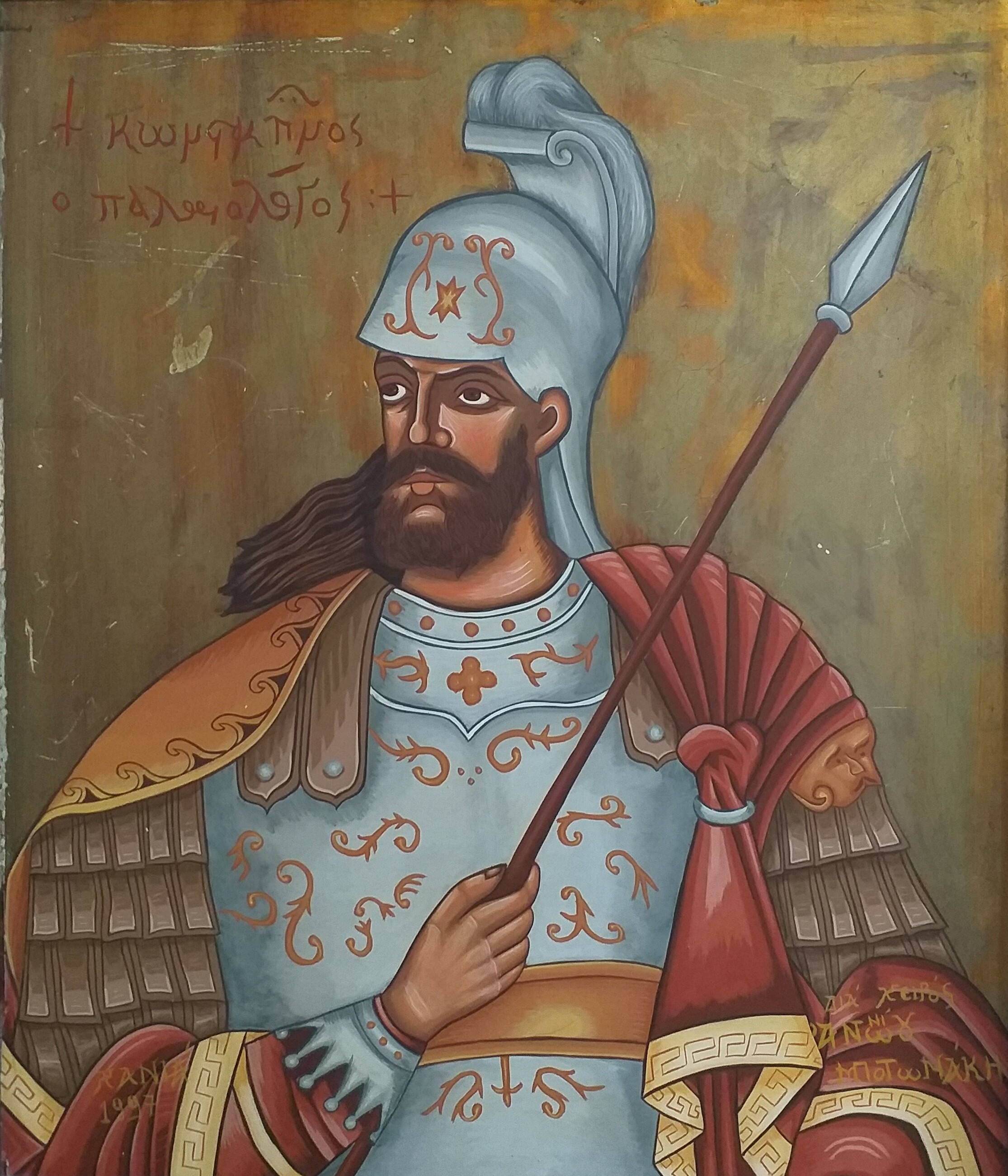
Constantin XI Paléologue, dernier empereur byzantin.

Peu après l’éclatement de la guerre d’indépendance, le gouvernement grec envoie une députation en Europe occidentale afin de déterminer si la lignée des Paléologue a survécu à la chute de Constantinople, mais cela sans aucun succès. Pourtant, dans les mêmes moments, plusieurs individus prétendant descendre des anciens empereurs byzantins font connaître aux chancelleries européennes leurs prétentions sur la couronne hellène.
En France, Georges Stephanopoli de Comnène, frère et héritier de Démétrius Stephanopoli de Comnène, qui avait obtenu, en 1782, des lettres patentes du roi Louis XVI le reconnaissant comme le descendant et l’héritier des Comnène de Byzance et de Trébizonde, réclame la succession impériale. Issu de la communauté grecque de Cargèse et oncle de la duchesse d’Abrantès, il avance en effet la nécessité, pour les Hellènes, d’être gouvernés par un prince de la même origine qu’eux. Cependant, face au peu d’intérêt que prêtent les puissances à sa candidature, le « prince Georges » finit par limiter ses revendications à un apanage en Grèce pour son neveu et héritier, Adolphe-Constant Geouffre de Comnène, puis à une simple compensation financière pour lui et sa famille.
De la même façon, au Royaume-Uni, un Irlandais du nom de Nicholas Macdonald Sarsfield Cod'd contacte, en 1830, les Premiers ministres Lord Aberdeen et Lord Palmerston ainsi que le roi Guillaume IV pour leur faire part de ses revendications. Se présentant comme « l’héritier et le représentant de son royal ancêtre Constantin », il demande à la classe politique de le reconnaître comme l’héritier du trône de Grèce et fustige le manque de consistance du prince Léopold, dont il ne semble pas comprendre pourquoi on l’a choisi à sa place.

#### Des candidats loin de faire l’unanimité

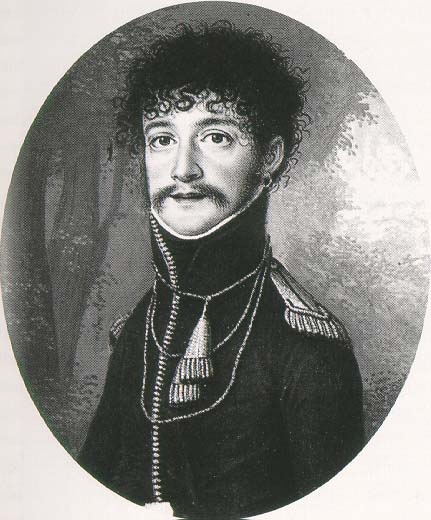
Le prince Paul de Wurtemberg, vers 1800.

Le trône hellène restant résolument vacant, on reparle, en France et en Grèce, d’une possible candidature du duc de Nemours. De fait, malgré son élection sur le trône de Belgique le 3 février 1831, le deuxième fils du roi Louis-Philippe Ier est toujours sans couronne puisque son père a décliné pour lui cet honneur afin de ménager l’Angleterre. Cependant, la candidature du prince à la couronne hellène contreviendrait au protocole de Londres du 22 mars 1829 qui interdit aux membres des dynasties régnant sur les puissances protectrices de la Grèce de monter sur le trône hellénique. Les Orléans abandonnent donc définitivement le projet ébauché par leur chef en 1824,.
D’autres candidatures finissent donc par être avancées. Tout d’abord, celle du prince Paul de Wurtemberg, qui a obtenu le soutien du vieux roi Charles X de France en juillet 1830 mais qui échoue, par la suite, à convaincre son successeur et rival de faire de même. Puis, celle du prince Frédéric des Pays-Bas, déjà évoqué l'année précédente mais auquel Paris s’oppose désormais avec force, considérant les Orange-Nassau comme des ennemis de la France depuis l’indépendance de la Belgique. Enfin, celle du prince Othon de Bavière, auquel la Russie reproche d’appartenir à une dynastie catholique et donc peu encline à embrasser l'orthodoxie.
La nomination d’un prince européen à la tête de la Grèce se révélant plus difficile que prévu, on envisage, dans les chancelleries, de nommer le comte Kapodistrias régent afin de stabiliser le pays et de le faire entrer de plain-pied dans le régime monarchique. Mais, là encore, le projet ne parvient pas à faire l’unanimité des puissances et n’est pas concrétisé.

#### Le roi de Bavière soutient la candidature de son fils

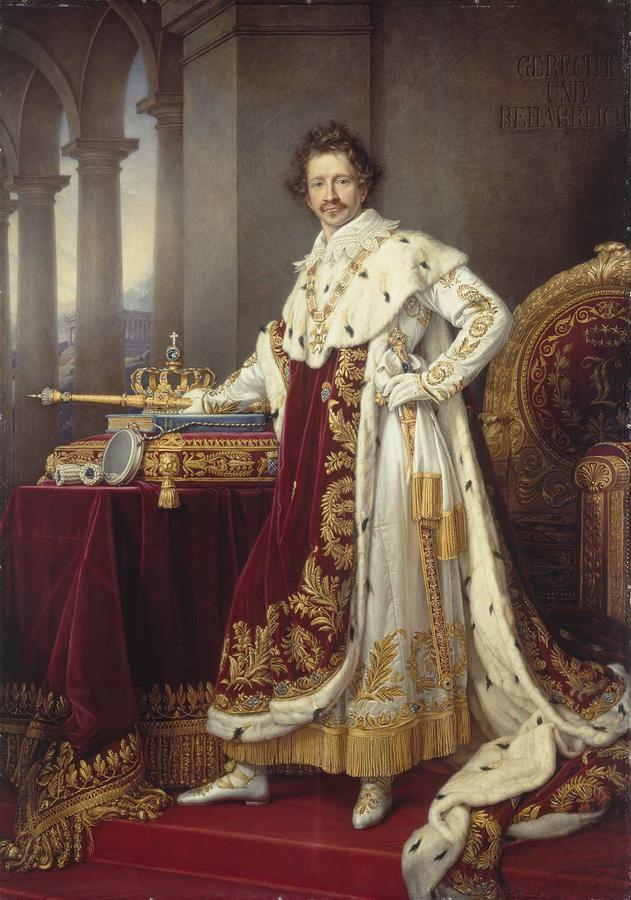
Le roi Louis Ier de Bavière en costume de sacre.

Monté sur le trône de Bavière en 1825, le roi Louis Ier se révèle très vite un philhellène convaincu. Épris de culture classique, le souverain soutient financièrement la cause grecque à une époque où les autres souverains européens ne voient dans la guerre d’indépendance qu’un danger pour la stabilité du continent. Conseillé par le précepteur de son deuxième fils, l’helléniste Friedrich Thiersch, le roi propose, dès 1829, la candidature du prince Othon à la couronne de Grèce. Il envisage alors d’envoyer l’adolescent, âgé de 14 ans, dans son pays d’adoption afin d’en faire un vrai Grec et de confier le soin de la régence au comte Ioannis Kapodistrias.
Après deux ans de tergiversations et malgré les réticences initiales de la Russie, le roi Louis parvient progressivement à convaincre les puissances de l’intérêt de son projet. Cependant, le retour des troubles en Grèce complique, une fois encore, la question de l’élection au trône et, surtout, celle d'une éventuelle régence.

### En Grèce, l'instabilité s'installe

#### L’assassinat de Kapodistrias et l’arrivée au pouvoir de son frère

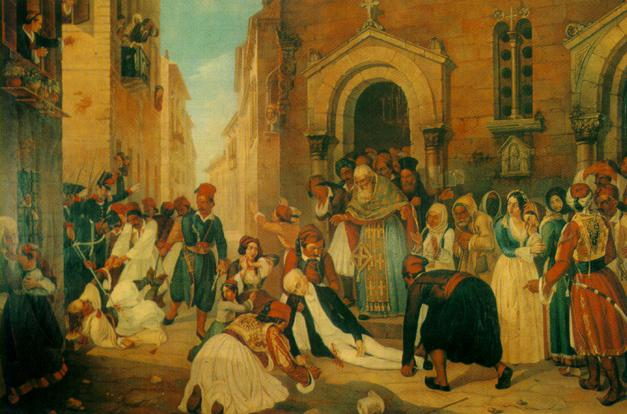
L'assassinat de Kapodistrias. Tableau de Dionysios Tsokos.

Tandis que la Grèce est au bord de la guerre civile et que les puissances protectrices se montrent de plus en plus inquiètes de ce qui se passe dans le pays, un attentat vient bouleverser la vie politique hellène. Le 27 septembre 1831 (calendrier julien), le comte Kapodistrias est assassiné alors qu'il se rend à l'église. Ses meurtriers, Konstantinos et Georgios Mavromikhalis,, sont respectivement le frère et le fils du chef de guerre Petros Mavromikhalis, que le gouverneur de la Grèce a emprisonné le 8 mars précédent dans le but de faire pression sur les insurgés maniotes,. À peine l'assassinat perpétré, le premier des meurtriers est à son tour mis à mort par un garde du chef de l'État mais le second parvient à s'échapper auprès de la représentation française. Finalement livré aux autorités, il est jugé et fusillé le 23 octobre, non sans avoir appelé ses compatriotes « à l'union ! »,,.
Une fois encore privée de chef, la Grèce doit se trouver un nouvel exécutif. Le Sénat se réunit donc peu après l'attentat et forme un gouvernement provisoire composé du comte Augustinos Kapodistrias, frère cadet du précèdent gouverneur, de Theodoros Kolokotronis et de Ioannis Kolettis. Toutefois, les troubles qui continuent à frapper le pays permettent à Augustinos Kapodistrias de prendre progressivement l'ascendant sur ses rivaux ; les élections des députés de l'Assemblée nationale qui débute à Argos sont entachées de nombreuses irrégularités, les députés des régions opposées au « parti russe » étant tenus à l'écart. Kapodistrias se fait élire gouverneur de la Grèce par une assemblée de députés moréotes pro-russes le 19 décembre ; une assemblée concurrente de députés de Grèce continentale se tenant dans la ville est dispersée par les armes trois jours plus tard. Après cet événement, la division des Hellènes s'accentue, l'opposition créant un gouvernement parallèle basé à Mégare, principalement dirigé par Kolettis ; les puissances finissent tout de même par reconnaître le nouveau maître de la Grèce, dans l'espoir que la nomination prochaine du prince Othon ramène la stabilité dans le pays.

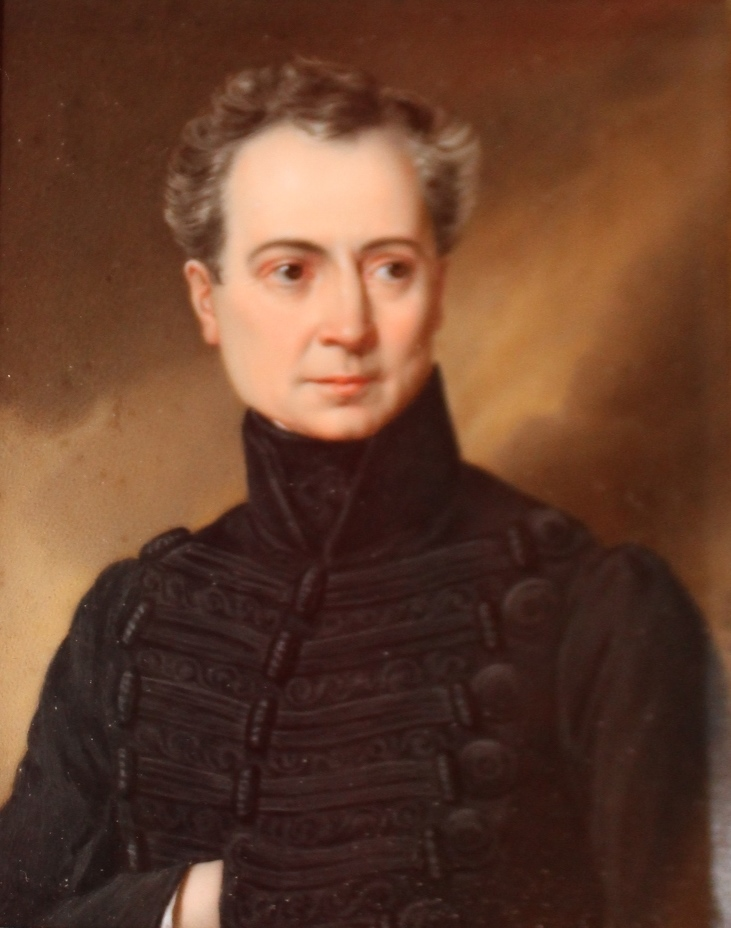
Le comte Augustinos Kapodistrias (1834).

#### La cinquième Assemblée nationale et le nouveau régime monarchique
Alors que l’opposition grecque fait part aux puissances de sa consternation après la reconnaissance officielle du gouvernement d’Augustinos Kapodistrias, la cinquième Assemblée nationale grecque décide, en mars 1832 à Nauplie, de mettre en place une constitution afin de préparer l’arrivée de son nouveau souverain.
Malgré les protestations des représentants des puissances qui craignent que le vote d’une loi fondamentale effraie la cour bavaroise, les députés hellènes jettent les bases d’un nouveau régime politique. Leur texte précise ainsi que, désormais, la souveraineté est héréditaire, constitutionnelle et représentative ; que l’héritier du trône doit professer la religion orthodoxe et être déclaré majeur à l’âge de 24 ans ; qu’une Chambre des députés et un Sénat doivent être mis en place ; enfin, qu’à l’échelle locale, des assemblées provinciales doivent être constituées. L’Assemblée réaffirme, en outre, la légitimité du comte Augustinos Kapodistrias, qui doit rester à la tête du pays jusqu’à l’arrivée du jeune roi en Grèce.

#### La démission d'Augustinos Kapodistrias et son remplacement par Kolettis

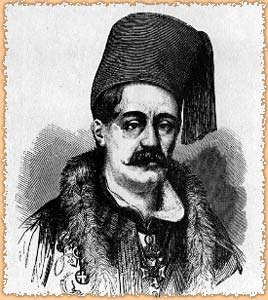
Portrait de Ioannis Kolettis.

Loin de calmer l’opposition hellène, les décisions de l’Assemblée nationale approfondissent encore le fossé entre les différentes factions politiques. Les ennemis d’Augustinos Kapodistrias considèrent en effet qu’en confirmant son élection à la tête de la Grèce, l’Assemblée lui a conféré un pouvoir presque absolu. Surtout, l’opposition accuse le chef de l’État de vouloir placer le futur souverain sous sa coupe afin de se maintenir au pouvoir. Maniotes et insulaires réclament donc la démission du gouverneur et la mise en place d’une régence étrangère, choisie par le roi de Bavière.
Les forces de l’opposition, menées par Ioannis Kolettis, décident donc de prendre Argos et d’en chasser le comte Kapodistrias. Après un premier affrontement victorieux avec les troupes loyalistes de Dimitrios Kallergis, l’opposition s’empare de la capitale grecque le 7 avril 1832. Craignant de subir le même sort que son frère, le gouverneur démissionne alors du pouvoir et s’exile sur les terres de sa famille, à Corfou. Désormais maître de la situation, Kolettis met en place un nouveau gouvernement, composé de cinq puis sept membres issus de factions différentes : c’est le « gouvernement mixte » qui dure jusqu’à l’arrivée d’Othon en Grèce mais qui ne parvient pas à rétablir la paix dans le pays.

## L'indépendance effective

### Tractations diplomatiques

#### Des négociations munichoises au traité de Londres

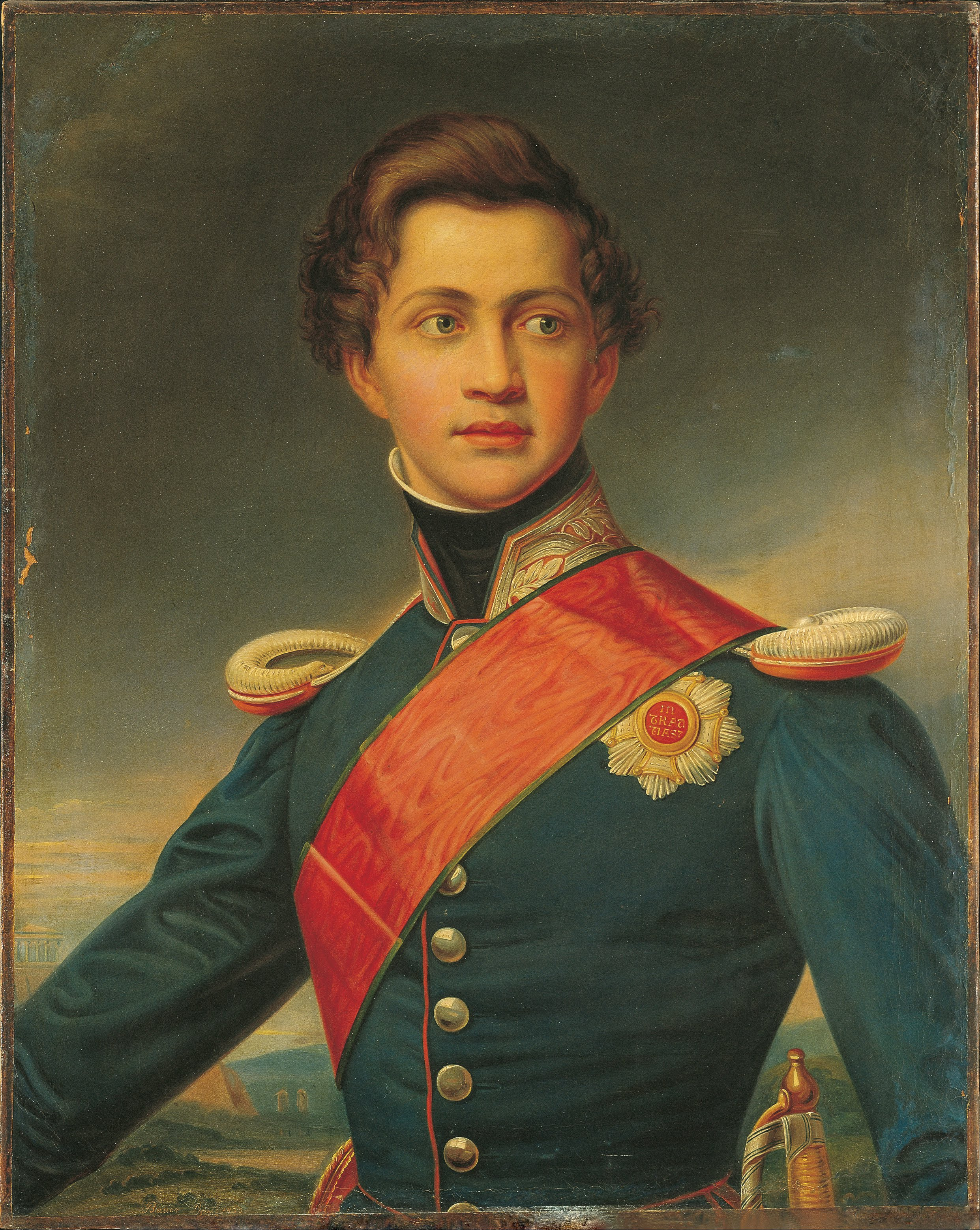
Portrait d'Othon de Bavière par Joseph Stieler (v. 1835).

D’accord, depuis janvier 1832, pour conférer la couronne de Grèce au prince Othon de Bavière, les représentants des puissances protectrices entreprennent des négociations avec la cour de Louis Ier afin de mettre en œuvre l’élection. La Grande-Bretagne, la France et la Russie exigent alors que le royaume de Bavière constitue un apanage au prince Othon afin qu’une fois devenu roi, celui-ci ne représente pas une charge financière trop importante pour ses sujets. Elles demandent également à Louis Ier de faire respecter l’ordre légal en Grèce et de choisir pour régent le comte de Montgelas, bien connu pour ses idées libérales. De son côté, le souverain bavarois assure les représentants des puissances que son pays est prêt à des sacrifices financiers pour permettre l’élection. Il leur fait en revanche savoir que le comte de Montgelas est trop vieux pour quitter la Bavière mais que le comte d’Armansperg pourrait avantageusement le remplacer. Comme Léopold de Saxe-Cobourg avant lui, le roi insiste, par ailleurs, pour que les puissances accordent à la Grèce une frontière plus sûre, allant du golfe d’Arta au golfe de Volos et comprenant les îles de l'Égée. Enfin, il demande l’octroi d’un emprunt de soixante millions de francs pour la Grèce et l’assurance que la constitution votée par l’Assemblée nationale ne soit pas mise en vigueur.
Plus ouverts qu’en 1830 sur la question des frontières grecques et opposés à la nouvelle constitution qu’ils considèrent comme nulle, les gouvernements des puissances reconnaissent la modération des revendications bavaroises. Par le protocole du 26 avril 1832 et le traité de Londres du 7 mai 1832, ils proclament donc officiellement l'élévation de la Grèce au rang de royaume et la nomination du prince Othon de Bavière à sa tête. La couronne est déclarée « héréditaire par ordre de primogéniture dans la descendance du roi Othon, ou à défaut, dans celle de son frère Luitpold, ou à défaut, dans celle de son frère Adalbert ». Le traité précise cependant que « dans aucun cas les couronnes de Bavière et de Grèce ne seront réunies sur une même tête ». Enfin, une régence est prévue en attendant la majorité d’Othon, fixée à ses 20 ans, le 1er juin 1835,,.
La question dynastique étant en grande partie résolue, les représentants des puissances reprennent les pourparlers avec la Sublime Porte afin de régler définitivement le problème des frontières gréco-ottomanes.

#### La question des frontières grecques

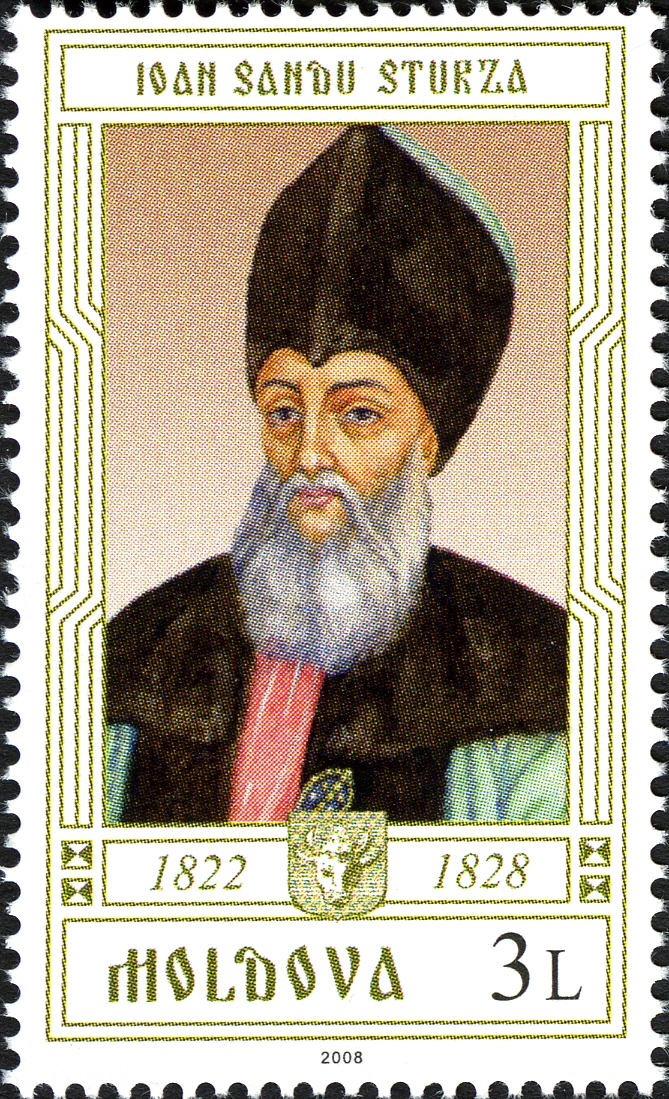
Timbre moldave à l'effigie de Ioan Sturdza, premier prince de Samos.

Désireux d’assurer à la Grèce une situation plus favorable face à son ancien maître turc, les gouvernements des puissances envoient des représentants dans la capitale ottomane afin de revenir sur le tracé frontalier prévu par le protocole du 3 février 1830. Après des pourparlers difficiles avec le reis effendi, les puissances obtiennent finalement de la Porte d’importantes concessions. Le traité de Constantinople, signé le 21 juillet 1832, fixe en effet la nouvelle frontière gréco-turque à la ligne Arta-Volos, en passant par la chaîne des monts Othrys jusqu’au mont Velouchi et en coupant la vallée de l’Aspropotamo. En échange, l’Empire ottoman, qui réclamait au départ l'Eubée en guise de dédommagement, n’obtient d’autre compensation qu’une somme de 40 millions de piastres de la part du royaume hellène.
D’autres pourparlers, tenus cette fois à Londres, en août 1832, résolvent la question des îles Égéennes. Si la Grèce n’obtient aucun nouveau territoire dans cette région, l’Empire ottoman accorde à Samos une large autonomie. Constituée en principauté vassale de la Porte, l’île est placée sous le gouvernement de primats élus par les notables. Aucune troupe ottomane ne peut plus y stationner et le seul représentant de Constantinople est désormais un prince chrétien nommé et révoqué par le sultan. En échange, les Turcs se voient accorder un tribut annuel de 400 000 piastres et la pleine reconnaissance de leur souveraineté sur l'île. Moins chanceuse que sa lointaine voisine du Nord, la Crète reste dans le giron de l’Égypte de Méhémet Ali, désormais en guerre contre l’Empire ottoman.

### L'organisation de la future monarchie

#### La question de la régence

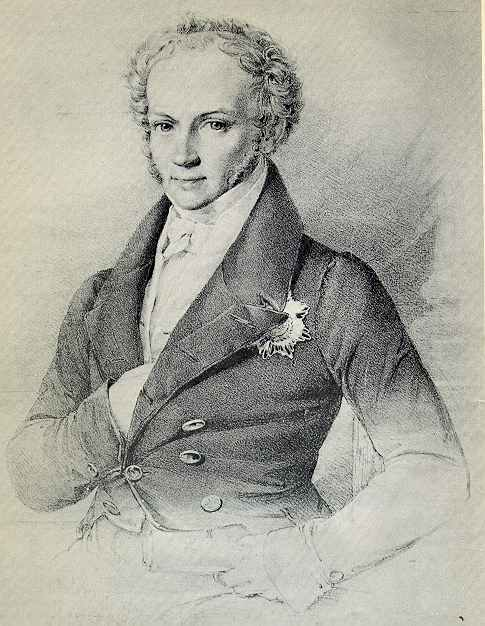
Le comte d'Armansperg.

Alors que la situation politique reste très difficile en Grèce, le roi Othon tarde à arriver. La question de la régence divise en effet, durant plusieurs semaines, les chancelleries européennes et la cour munichoise. Le comte d'Armansperg appartenant à la mouvance libérale, le roi Louis Ier craint en effet qu’il n’affaiblisse le pouvoir de son fils en se rapprochant des factions grecques les plus progressistes. Il faut donc attendre la fin du mois de septembre 1832 pour que le problème de la régence soit définitivement réglé. Un triumvirat est alors nommé pour représenter la couronne en attendant la majorité d’Othon Ier. En plus de l’ancien Premier ministre bavarois, il est composé de Georg Ludwig von Maurer, ancien ministre de la Justice, et du général Carl Wilhelm von Heideck, héros de la guerre d’indépendance.

#### La question de la religion royale
Dans les mêmes moments, le comte Potemkine, représentant de la Russie, remet au roi Louis Ier une lettre autographe du tsar dans laquelle Nicolas Ier fait part à son cousin de l’extrême importance qu’il attache à la conversion du prince Othon à la religion orthodoxe. Le souverain bavarois déclare alors qu’il ne peut faire violence à la conscience de son fils, fervent catholique, mais que les enfants de celui-ci doivent être éduqués dans la religion grecque. Une rumeur, bientôt démentie mais souvent répétée, affirme dès lors qu’un projet de mariage entre Othon et l’une des filles du tsar a été conclu,.

#### Le traité d'amitié gréco-bavarois
Peu de temps après l’annonce du choix des régents, la cour munichoise accueille trois députés grecs mandatés par leur pays pour saluer le jeune Othon Ier : Andreas Miaoulis (un insulaire), Constantin Botzaris (un Rouméliote) et Dimitrios Plapoutas (un Moréote proche de Kolokotronis). Reçus par leur nouveau souverain, les trois hommes prêtent alors serment de fidélité à Othon en présence de l’archimandrite de l’église orthodoxe de Munich.
Le 9 décembre suivant, un traité d’alliance est signé entre la Bavière et la Grèce. Garantissant les traités de Londres et de Constantinople, il met au service du royaume hellène une division bavaroise composée de 3 500 hommes qui doit remplacer les forces françaises présentes dans le Péloponnèse depuis l'expédition de Morée. Il est par ailleurs prévu que le traité d’alliance soit transformé en pacte de famille à la majorité du roi Othon.

## Conséquences: la mise en place de la monarchie bavaroise

### L'arrivée du roi Othon en Grèce

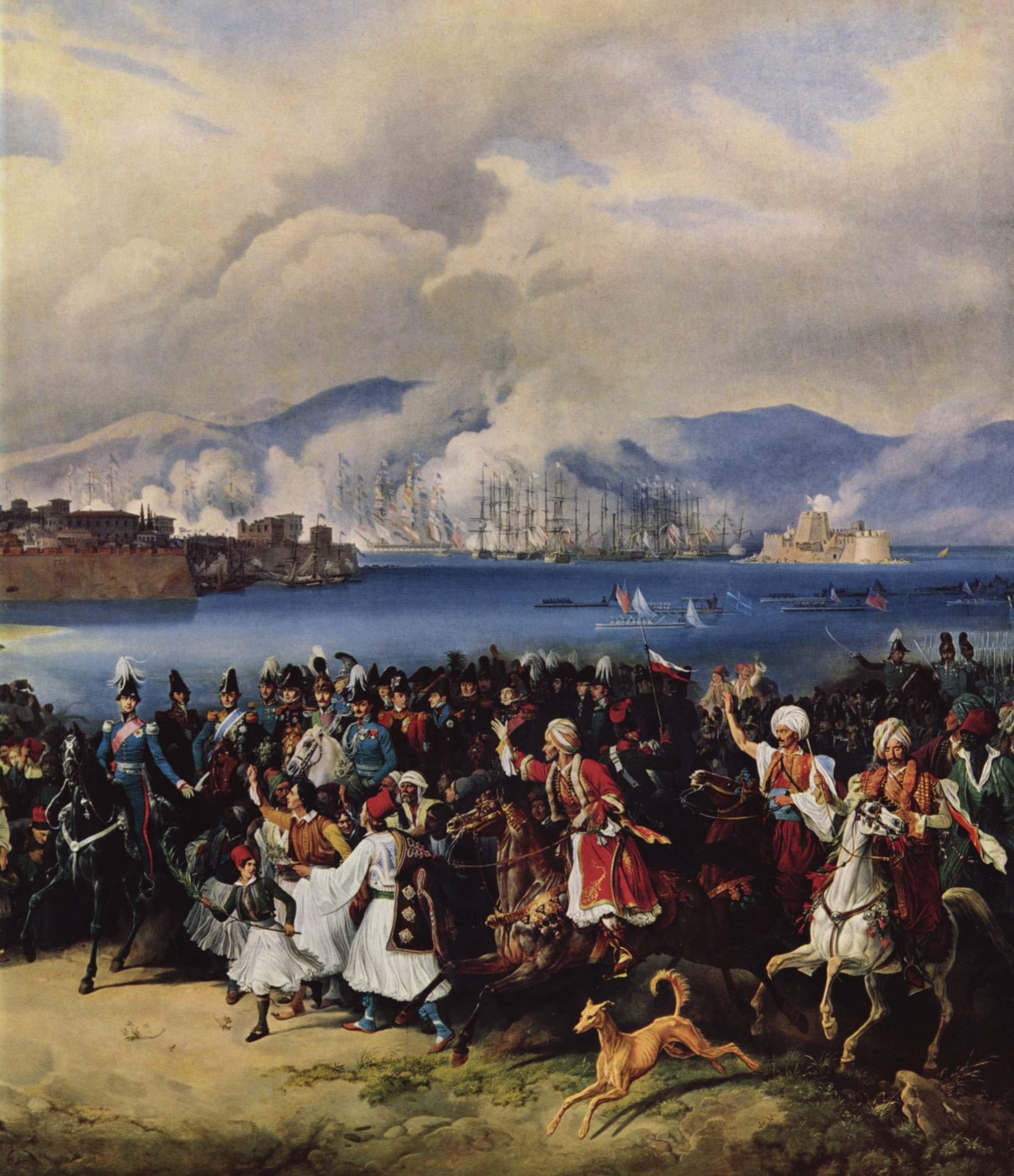
L'arrivée d'Othon à Nauplie par Peter von Hess (1835).

Le socle de la nouvelle monarchie étant posé, Othon et les régents quittent Munich le 6 décembre 1832 et gagnent Trieste, d’où ils embarquent sur la frégate anglaise Madagascar,. Ils arrivent finalement à Nauplie le 30 janvier 1833, à une heure de l’après-midi. Le lendemain, le gouvernement grec vient présenter ses hommages au souverain et aux régents. Ce n’est cependant que le 6 février (25 janvier julien) que ces derniers débarquent solennellement en Grèce. Ils reçoivent alors un accueil triomphal, amplifié par la déclaration d'Othon qui se dit « appelé au trône par les Hautes puissances médiatrices mais aussi par les libres suffrages des Grecs »,.

### La mise en place des institutions monarchiques
Une fois la régence installée, la constitution de 1832 est abandonnée et le nouveau régime se meut en monarchie quasi-absolue. La régence exerce ainsi son pouvoir par le biais d’ordonnances ayant force de loi. La justice grecque est réorganisée et des tribunaux de première instance, des cours commerciales, des cours d’appel, une cour de cassation et une cour des comptes sont instaurées. Un code civil est également mis en place tandis que la presse est placée sous surveillance. Surtout, après plusieurs années d’anarchie, l’ordre public est rétabli et des écoles sont construites en grand nombre, à travers tout le pays,.
L’Église orthodoxe est elle aussi réorganisée. Le patriarche de Constantinople étant placé sous la dépendance manifeste du sultan ottoman, un concile réunissant les vingt-trois évêques et archevêques de la Grèce libre est convoqué par la régence. Celui-ci proclame alors, en juillet 1833, l’autocéphalie de l’Église grecque, désormais organisée en un synode permanent placé sous l’autorité du monarque, seul habilité à nommer les évêques. Parmi les Grecs, cette évolution ne fait cependant pas l'unanimité : Othon étant toujours catholique, certains considèrent comme une hérésie de faire de lui le chef de l'Église nationale,,.

### Le choix d'Athènes comme nouvelle capitale

Carte du royaume de Grèce en 1832.

Depuis sa libération en décembre 1822, Nauplie assume le rôle de capitale du nouvel État grec indépendant. Située dans le golfe d'Argos, la ville est, à l'époque, l'une des places fortes les mieux protégées de la mer Méditerranée grâce à son réseau de fortifications. Surtout, son économie, qui repose sur le commerce des éponges, de la soie, du vin et de l'huile, apparaît comme florissante dans une Grèce totalement ravagée par la guerre contre les Ottomans. Forte de son héritage vénitien, elle conserve en outre quelques grands édifices datant du XVIIIe siècle et l'un d'eux, une simple bâtisse de deux étages dotée d'une façade comptant cinq fenêtres, a été choisi pour servir de palais au roi Othon. En dépit de ces maigres atouts, Nauplie n'a guère l'aspect d'une capitale moderne. Peuplée d'environ 6 000 habitants à l'arrivée du souverain bavarois, elle ne possède aucune route pavée et la majorité de ses rues sont totalement défoncées. Ses principales places sont couvertes de débris dus à la guerre. Plus grave encore, l'aqueduc censé l'approvisionner en eau est presque hors d'usage et les biens les plus anodins y sont totalement introuvables.
Oppressé par l'atmosphère de Nauplie, le jeune Othon Ier profite de la visite de son frère aîné, le prince royal Maximilien de Bavière, en mai 1833, pour partir en expédition à travers son pays et visiter le site d'Athènes. Fasciné par le spectacle des ruines du Parthénon, le souverain décide alors de rendre son éclat à la ville et d’en faire la nouvelle capitale de la Grèce régénérée,. Ce n'est cependant que le 28 août 1834 que la cité est officiellement élevée au rang de capitale et que des travaux sont entrepris pour y accueillir des infrastructures dignes d'une ville moderne.

### Sur l'élection royale
- (en) Paul Minet, « King-Making in Nineteenth Century Greece », Royalty Digest, vol. 1, no 4,‎ juillet 1991, p. 106 et suivantes (ISSN 0967-5744).
- F. S. Standaert, « Léopold de Saxe-Cobourg, prince Souverain de la Grèce », Museum Dynasticum, vol. VIII, no 2,‎ 1996, p. 3-20 (ISSN 0777-0936).

### Ouvrages consacrés à des personnalités liées à l'élection
- (en) ACF Beales, « The Irish King of Greece », Journal of Hellenic Studies, no 51,‎ 1931, p. 101-105.
- (en) Leonard Bower, Otho I : King of Greece, a biography, Royalty Digest, 2001 (ISBN 1905159129) [réédition d'un ouvrage de 1939].
- (pt) Sérgio Corrêa da Costa, As quatro coroas de D. Pedro I, Rio de Janeiro, Paz e Terra, 1995 (ISBN 978-85-219-0129-7).
- Olivier Defrance, Léopold Ier et le clan Cobourg, Bruxelles, Éditions Racine, 2004 (ISBN 978-2-87386-335-7).
- (en) Donald M. Nicol, The Immortal Emperor : The Life and Legend of Constantine Palaiologos, Last Emperor of the Romans, Cambridge, Cambridge University Press, 2002 (ISBN 0-521-89409-3).
- Louis de Nussac, L'héritage français du royaume de Grèce et de l'empire d'Orient : Histoire d'une famille limousine de l'ancien régime au second empire et fin des derniers princes Comnènes, Paris, Éditions internationales, 1932.
- Arnaud Teyssier, Les enfants de Louis-Philippe et la France, Cambridge, Pygmalion, 2006 (ISBN 2857049056).

### Documents anciens touchant à l'élection
- Prince Georges Comnène, Sur la Grèce, Paris, Imprimerie de Firmin Didot Frères, octobre 1831 (lire en ligne).
- Grove, Notice sur la candidature du prince Paul de Wurtemberg à la couronne de Grèce, en 1830, pour établir la réclamation formée par M. Grove contre le prince, Imprimerie de Carpentier-Méricourt, 1834.

### Histoire de la Grèce
- (en) David Brewer, The Greek War of Independence : The Struggle for Freedom from Ottoman Oppression and the Birth of the Modern Greek Nation, New York, The Overlook Press, 2001, 393 p. (ISBN 1-58567-395-1).
- Georges Contogeorgis, Histoire de la Grèce, Paris, Hatier, coll. Nations d'Europe, 1992, 477 p. (ISBN 2-218-03841-2).
- Édouard Driault et Michel Lhéritier, Histoire diplomatique de la Grèce de 1821 à nos jours : L'Insurrection et l'Indépendance (1821-1830), t. I, PUF, 1926 (lire en ligne).
- Édouard Driault et Michel Lhéritier, Histoire diplomatique de la Grèce de 1821 à nos jours : Le Règne d'Othon - La Grande Idée (1830-1862), t. II, PUF, 1926 (lire en ligne).
- (en) Giannis Koliopoulos et Thanos M. Veremis, Greece : The Modern Sequel From 1821 to the Present, Londres, Hurst, 2004 (1re éd. 2002), 413 p. (ISBN 1-85065-463-8).
- Apostolos Vacalopoulos, Histoire de la Grèce moderne, Horvath, 1975, 330 p. (ISBN 2-7171-0057-1).
- (en) C. M. Woodhouse, The Battle of Navarino, Londres, Hodder et Stoughton, 1965.

### Ouvrages généraux
- Jean-Claude Caron et Michel Vernus, L'Europe au XIXe siècle : Des nations aux nationalismes 1815-1914, Paris, Armand Colin, coll. « U », 2008 (1re éd. 1996), 477 p. (ISBN 978-2-200-21711-2).
- Jean-Baptiste Duroselle, L'Europe de 1815 à nos jours, Paris, PUF, coll. « Nouvelle Clio », 1996 (1re éd. 1964), 451 p. (ISBN 2-13-045847-5).
- Max Tacel, Restaurations, révolutions, nationalités. 1815-1870, Paris, Armand Colin, 1997 (1re éd. 1970), 318 p. (ISBN 2-200-01495-3).
- (en) William St Clair, That Greece might still be free. The Philhellenes in the war of independance, Cambridge, Open Book Publishers, 2008 (1re éd. 1972), 419 p..